# Biserica fortificată din Ungra

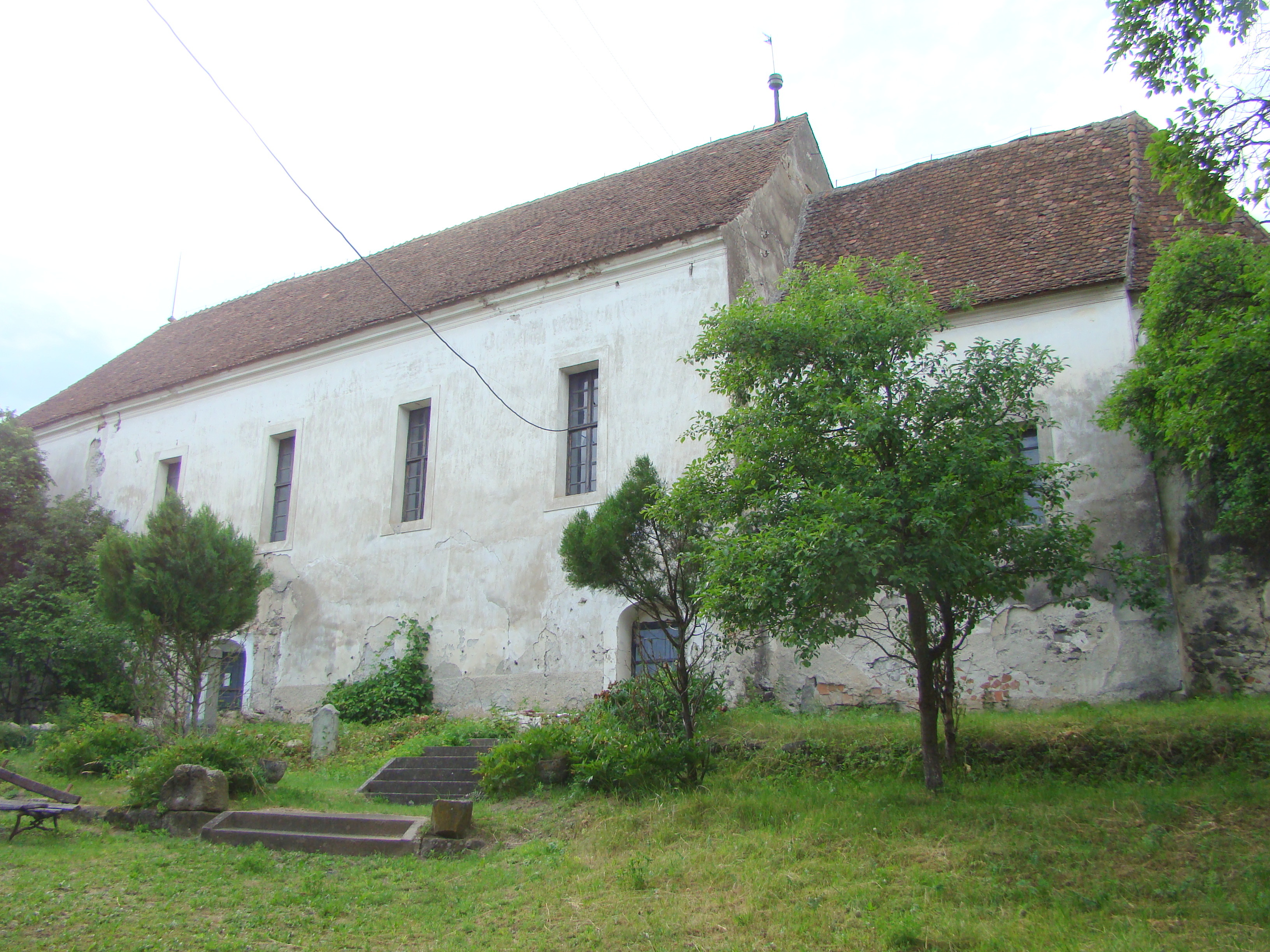
Biserica evanghelică din Ungra, județul Brașov, foto: iunie 2019.

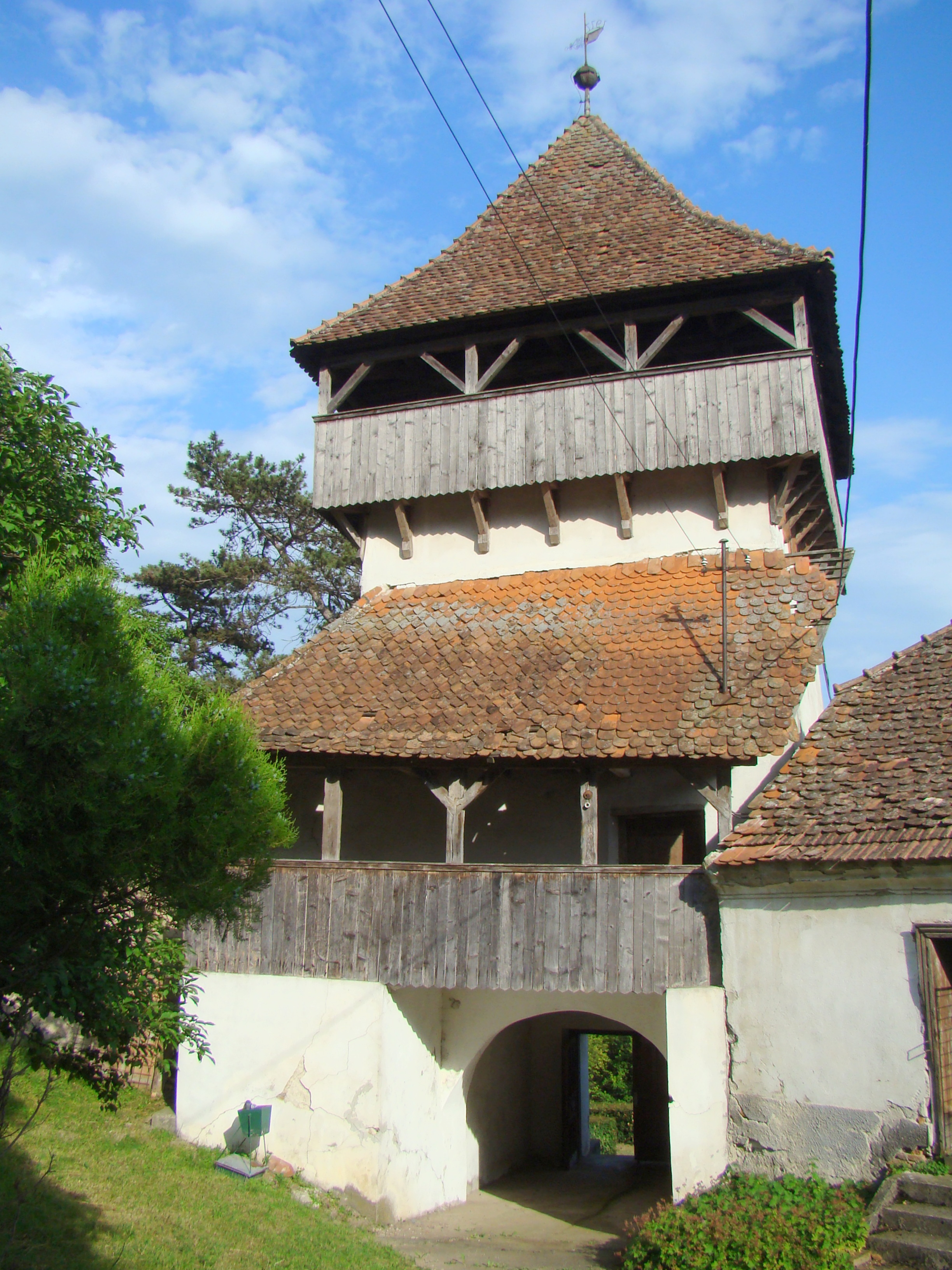
Turnul de poartă din sud-est, cu galerie de strajă

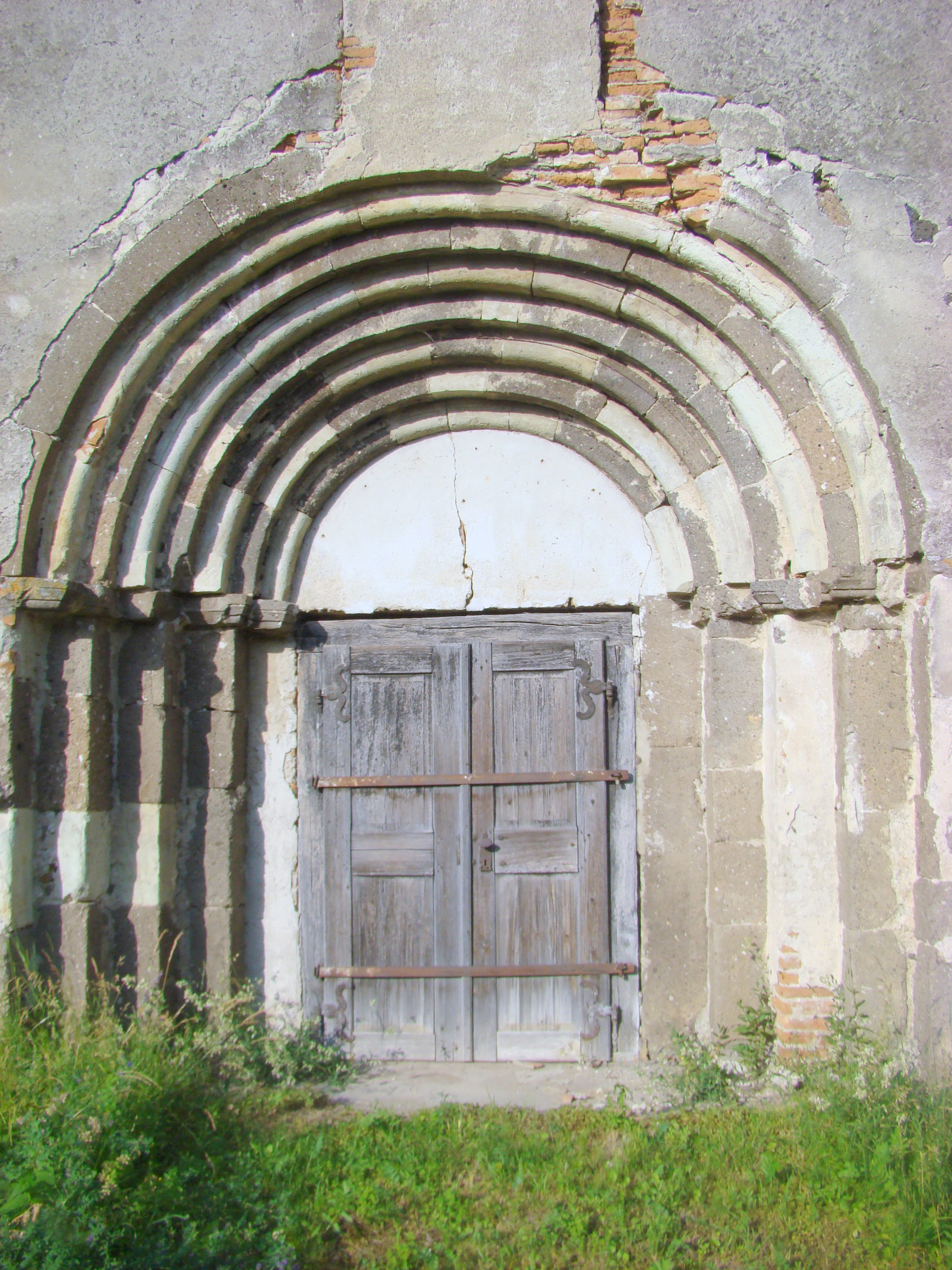
Portalul romanic târziu de pe faţada vestică

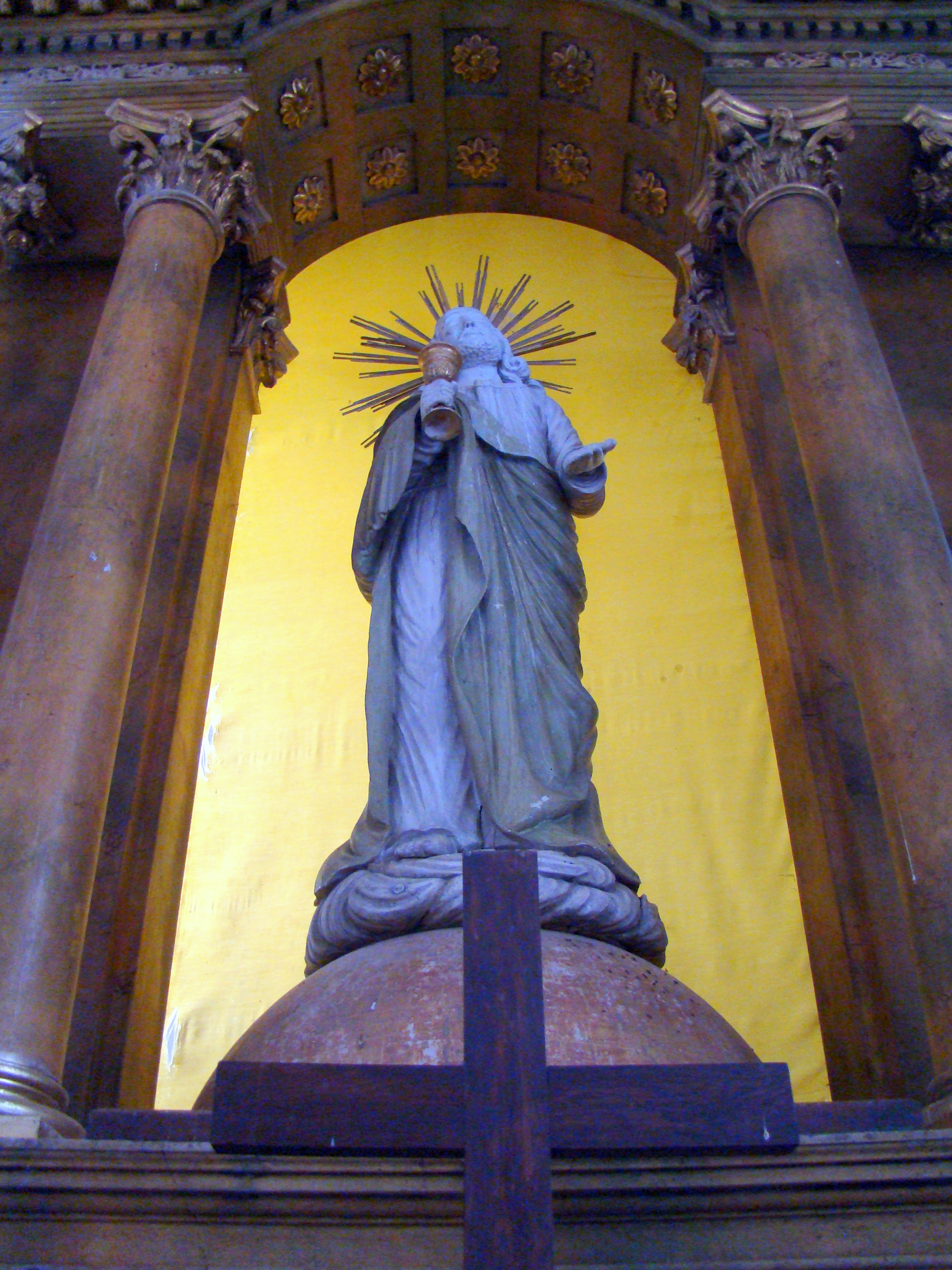
Altarul bisericii evanghelice din Ungra

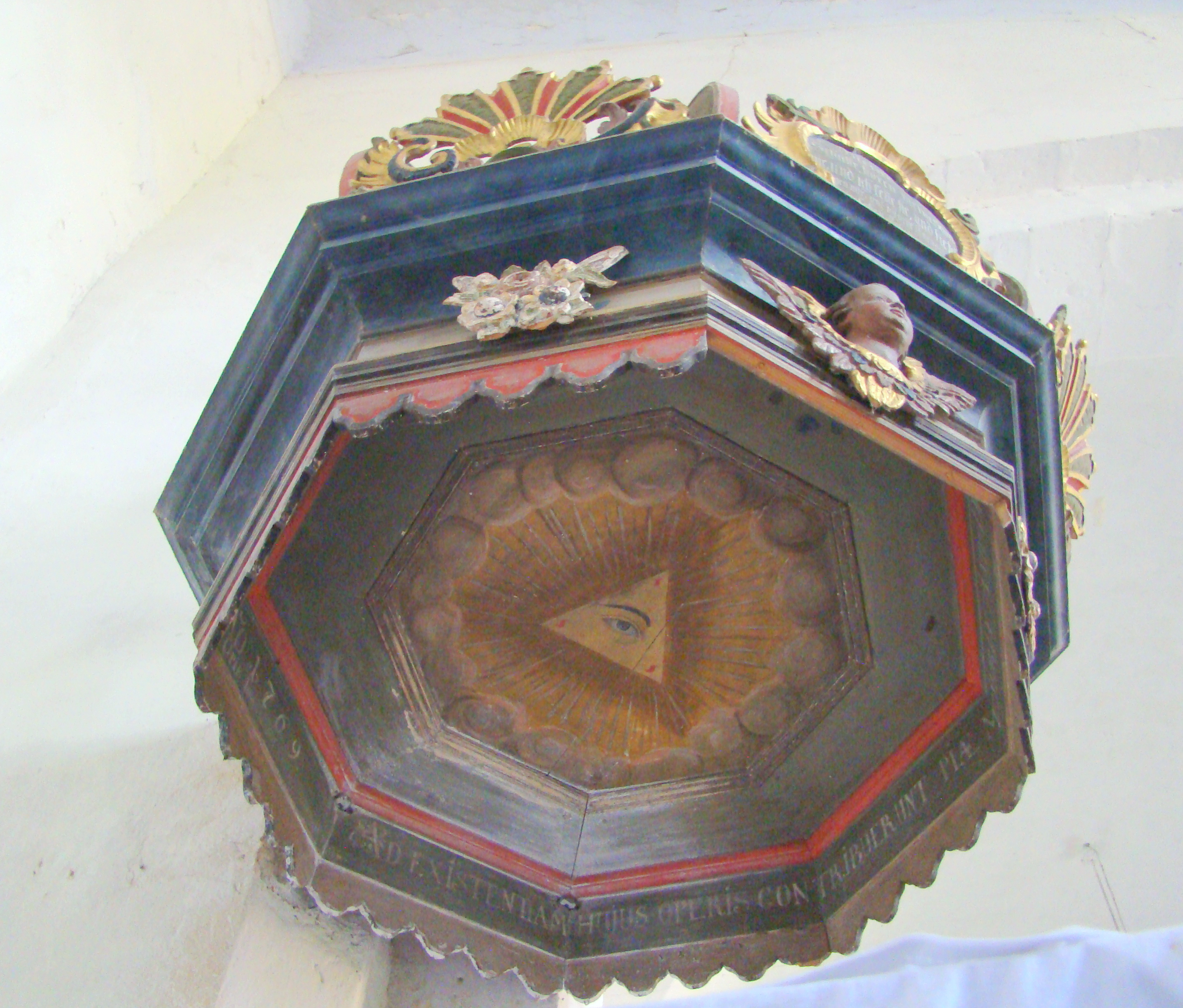
Coronamentul amvonului

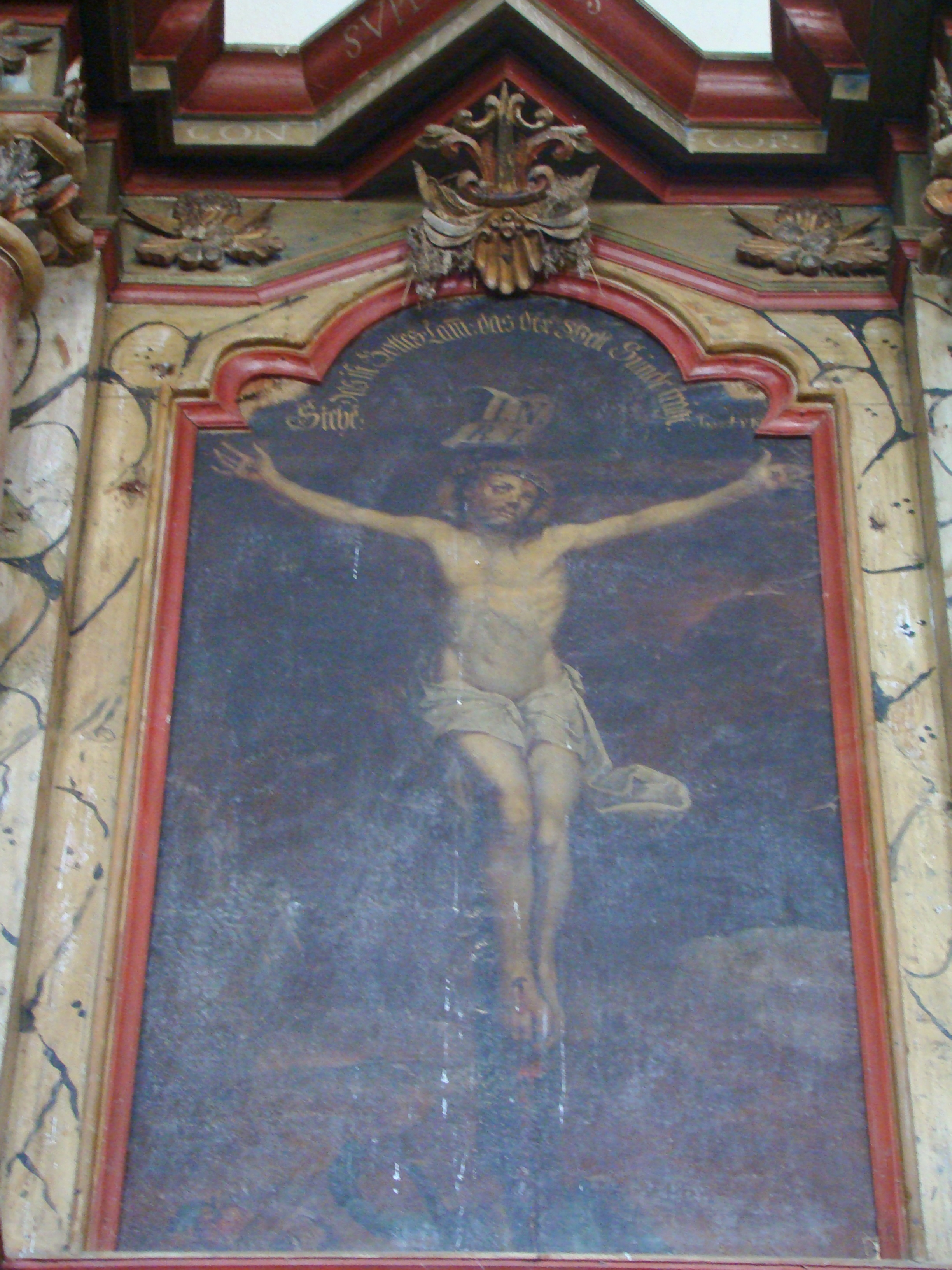
Altarul vechi, de secol XVI, aflat deasupra tribunei de nord

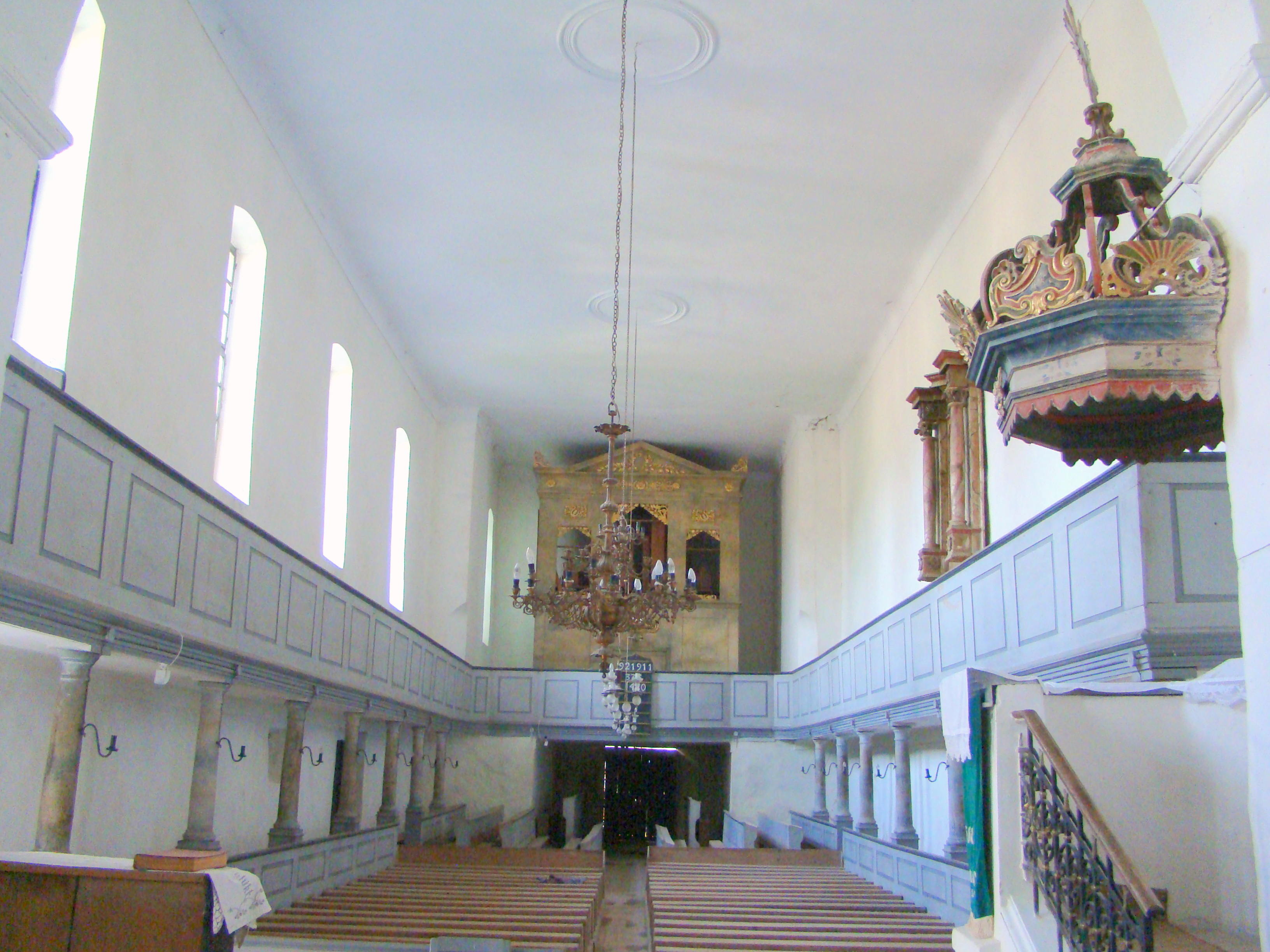
Interiorul bisericii văzut dinspre est

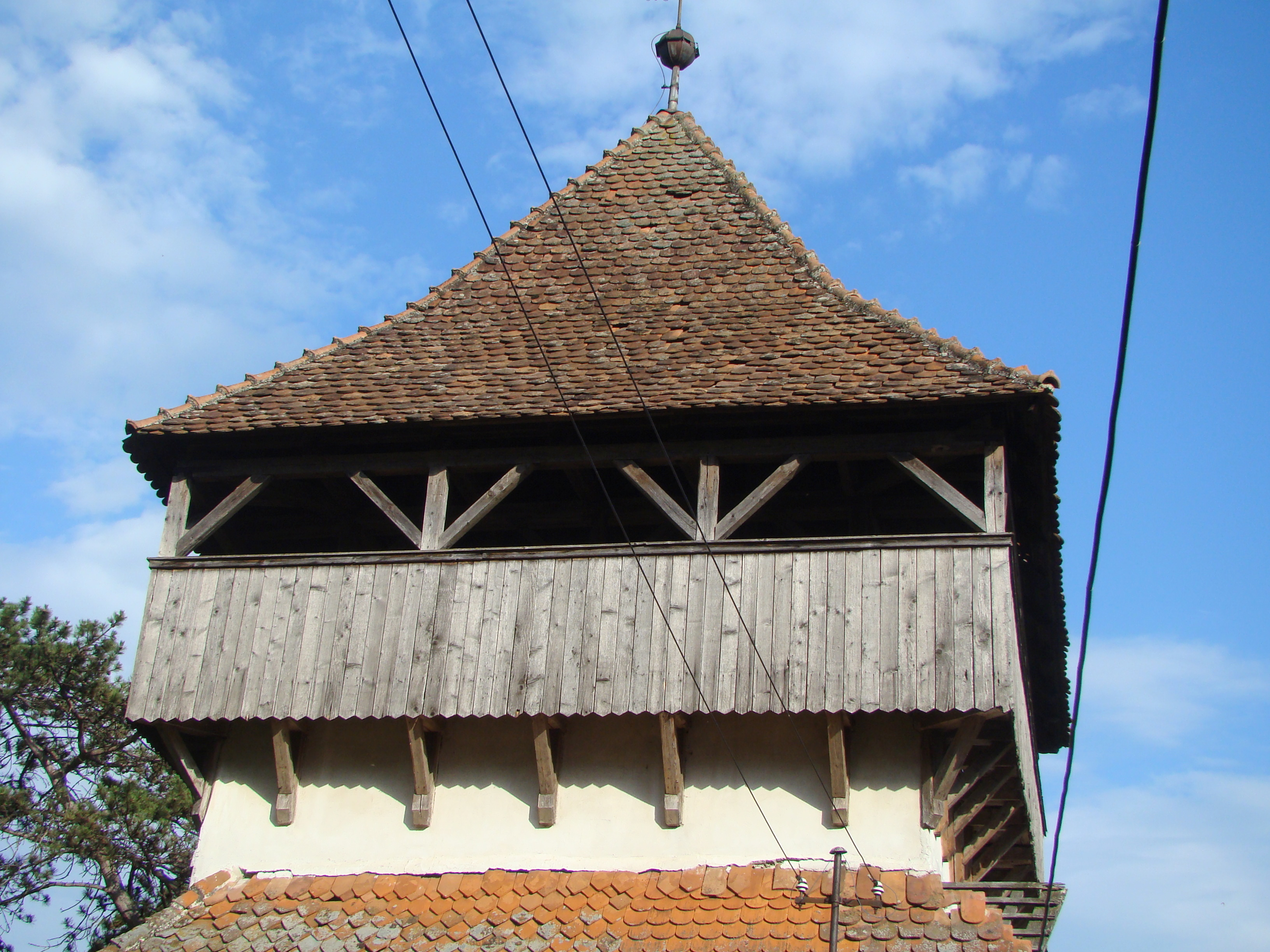
Galeria de strajă a turnului de poartă

Biserica fortificată din Ungra este un ansamblu de monumente istorice aflat pe teritoriul localtății Ungra. În Repertoriul Arheologic Național, monumentul apare cu codul 42165.06.
Ansamblul este format din două monumente:
- Biserica evanghelică, sec. XIII - XIX (cod LMI BV-II-m-B-11836.01)
- Incintă fortificată cu trei turnuri și anexe, sec. XVI (cod LMI BV-II-m-B-11836.02)

## Localitatea
Ungra (în germană: Galt, în maghiară: Ugra, Szászugra) este o comună în județul Brașov, Transilvania, România, formată din satele Dăișoara și Ungra (reședința). Ungra este situată în partea de nord a județului Brașov, la numai 9 km de orașul Rupea și circa 62 km distanță de municipiul Brașov, pe malul drept al Oltului.

## Biserica
În Ungra exista inițial o cetate, pe locul cimitirului evanghelic de astăzi, pe dealul denumit Burchrech. A fost o cetate regală de graniță,  menționată documentar de două ori, în anii 1211 și 1222, în hotarul concesiunii teutone. Scoasă din uz, a fost demantelată sistematic pentru a servi la construcția bisericii romanice din sat, în a doua jumătate a secolului al XIII-lea. Era o bazilică cu trei nave și cor alungit, închis semicircular. Pietre romane, decorative, au fost reutilizate și montate în pereți. Pe vest, se afla o clopotniță, a cărei dublu rost de turn-locuință nu mai poate fi dovedit, datorită demolării sale în anul 1843.
Biserica a fost dedicată Sf. Andrei și inițiativa ridicării ei a aparținut greavilor sași, locali. Însă ea, nu a rămas în forma inițială, romanică. La invazia tătară de la 1658, biserica a fost grav avariată, așa că ulterior i s-au demolat navele laterale. În perioada gotică, bolțile corului au fost refăcute. De la ele au rămas vizibile doar consolele de sprijin, dar și acelea bine mascate de bolțile mai târzii, baroce.
Din zestrea interioară a bisericii sunt de remarcat: altarul vechi, cu patru coloane corintice, care conține o Răstignire datată în prima jumătate a secolului al XVI-lea, orga actuală, realizată la 1846, un clopot din 1668, dar și mecanismul vechiului ceas din turnul bisericii (acum în micul muzeu amenajat la intrarea în ansamblu).
Din fortificație se remarcă îndeosebi turnul de poartă din sud-est, cu o galerie de strajă sub acoperișul piramidal. Alte două turnuri de curtină sunt vizibile pe nord-est și sud-vest. Primul are o bază pentagonală, cu o muchie orientată către exterior, aflat într-o stare de conservare precară. Al doilea stă pe o bază patrulateră, are acoperiș în pupitru, și pare să fi apărut mai târziu. Pe sud, unele relicve arhitectonice mai vechi au fost înghițite de construcția unei școli confesionale, din secolul al XIX-lea, care a încălecat și curtina.

## Imagini din exterior

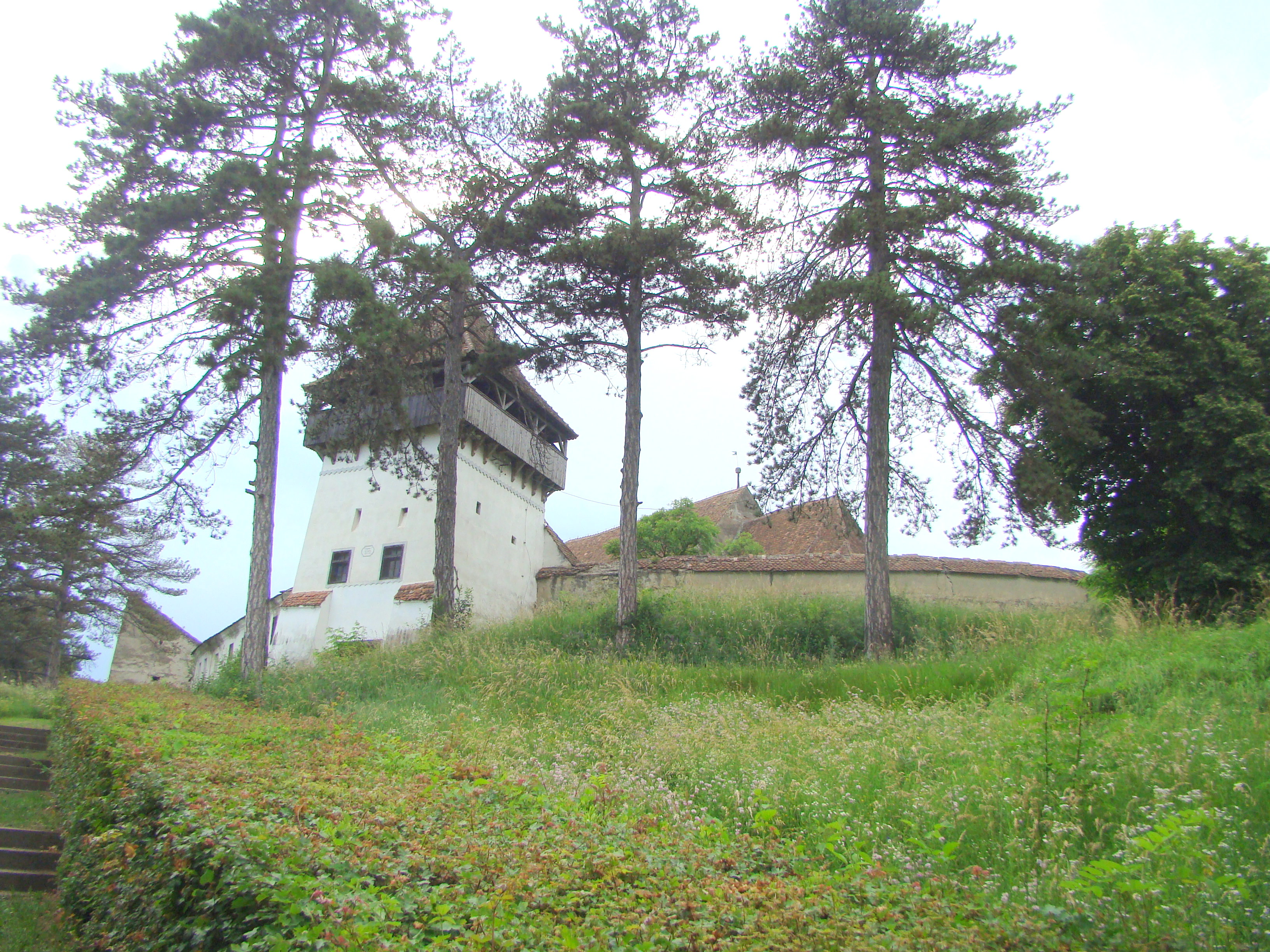
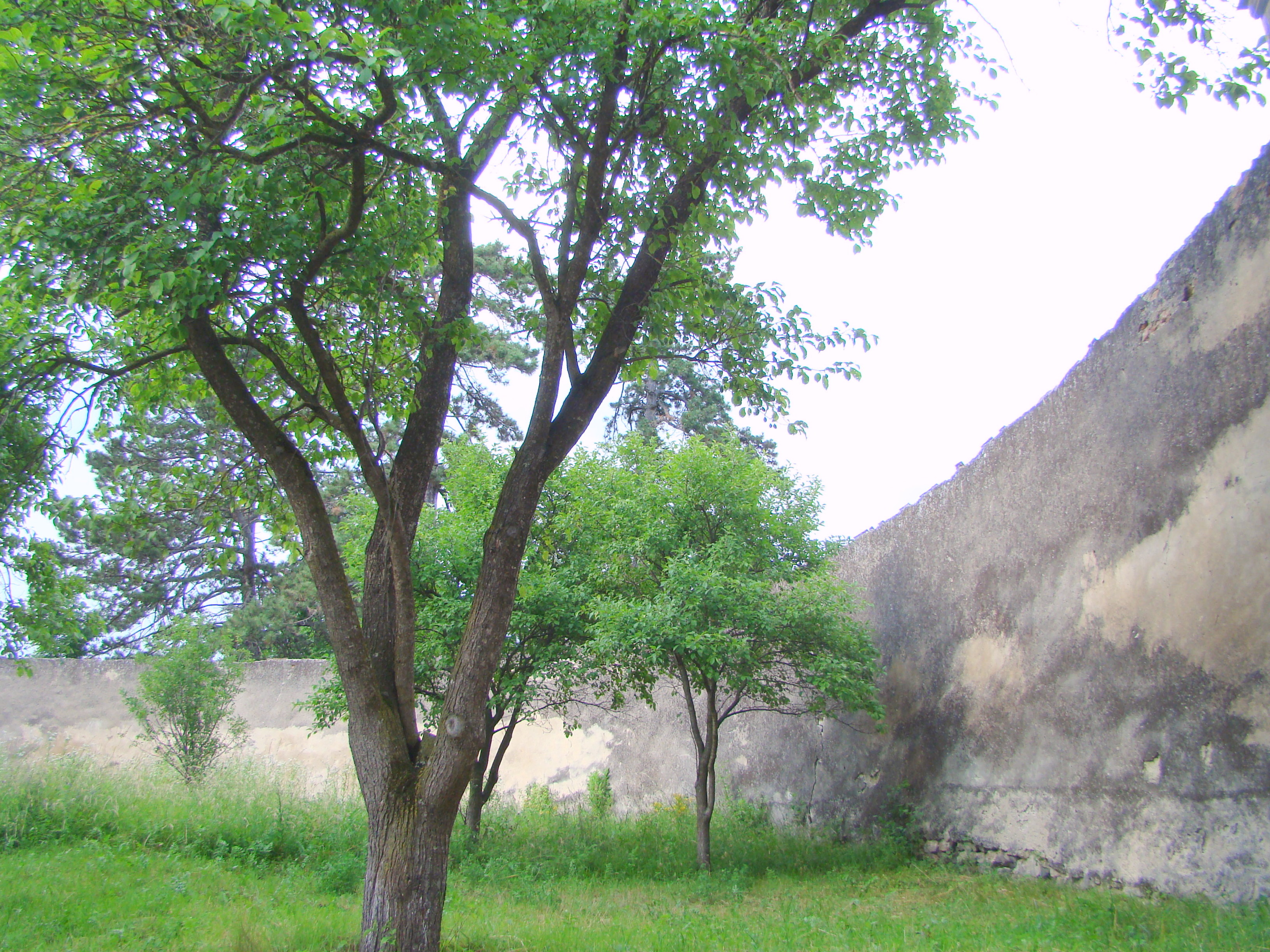
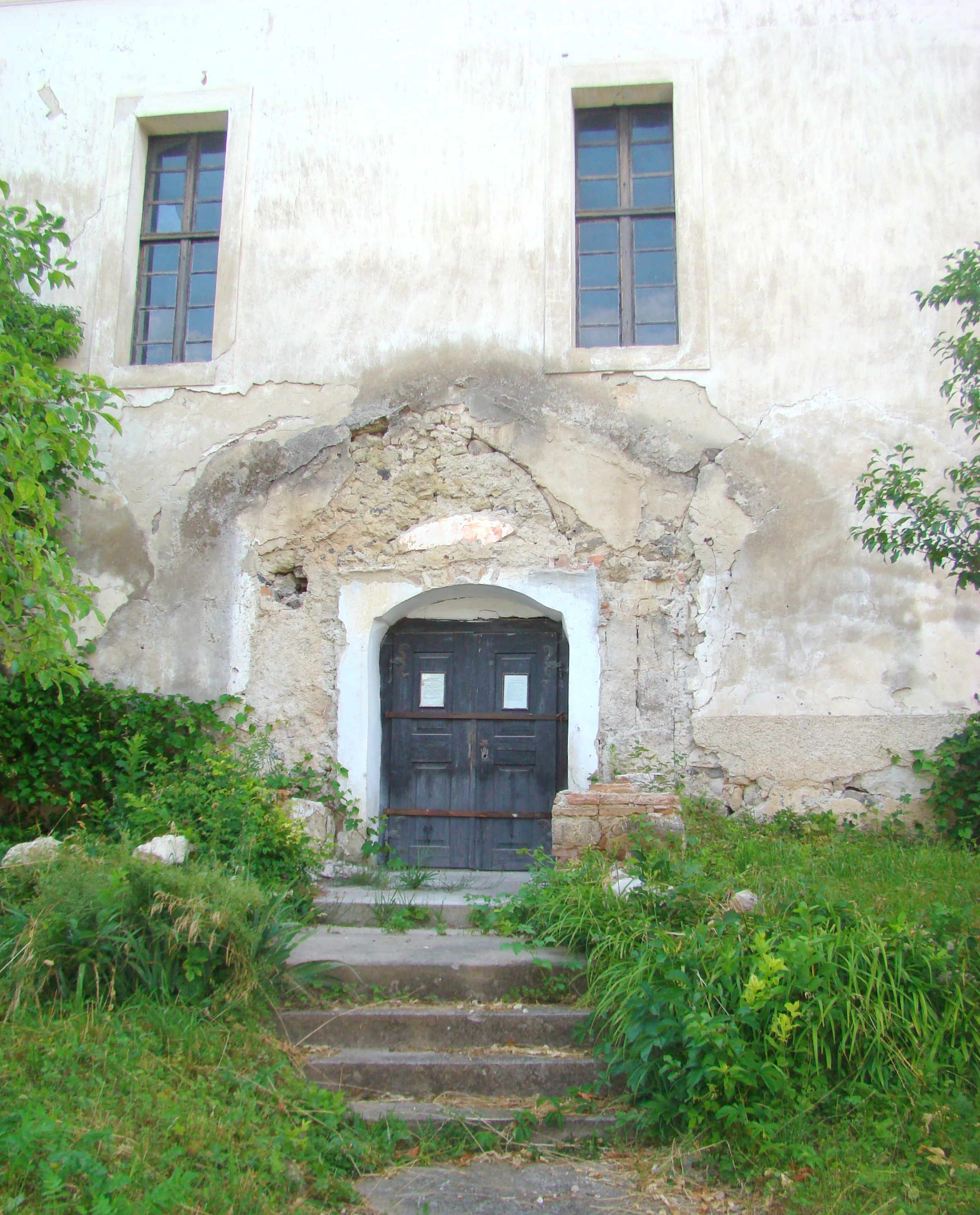
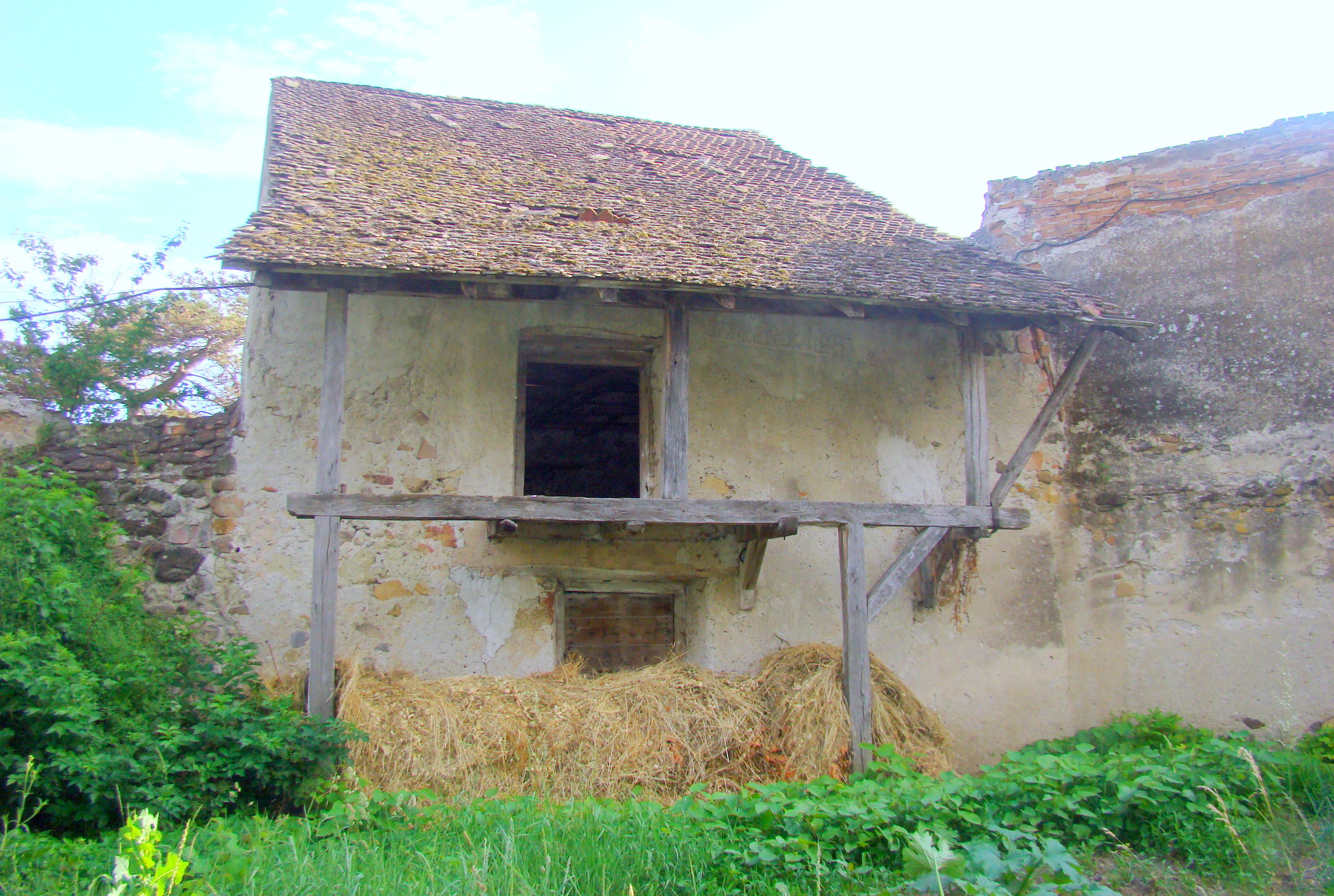
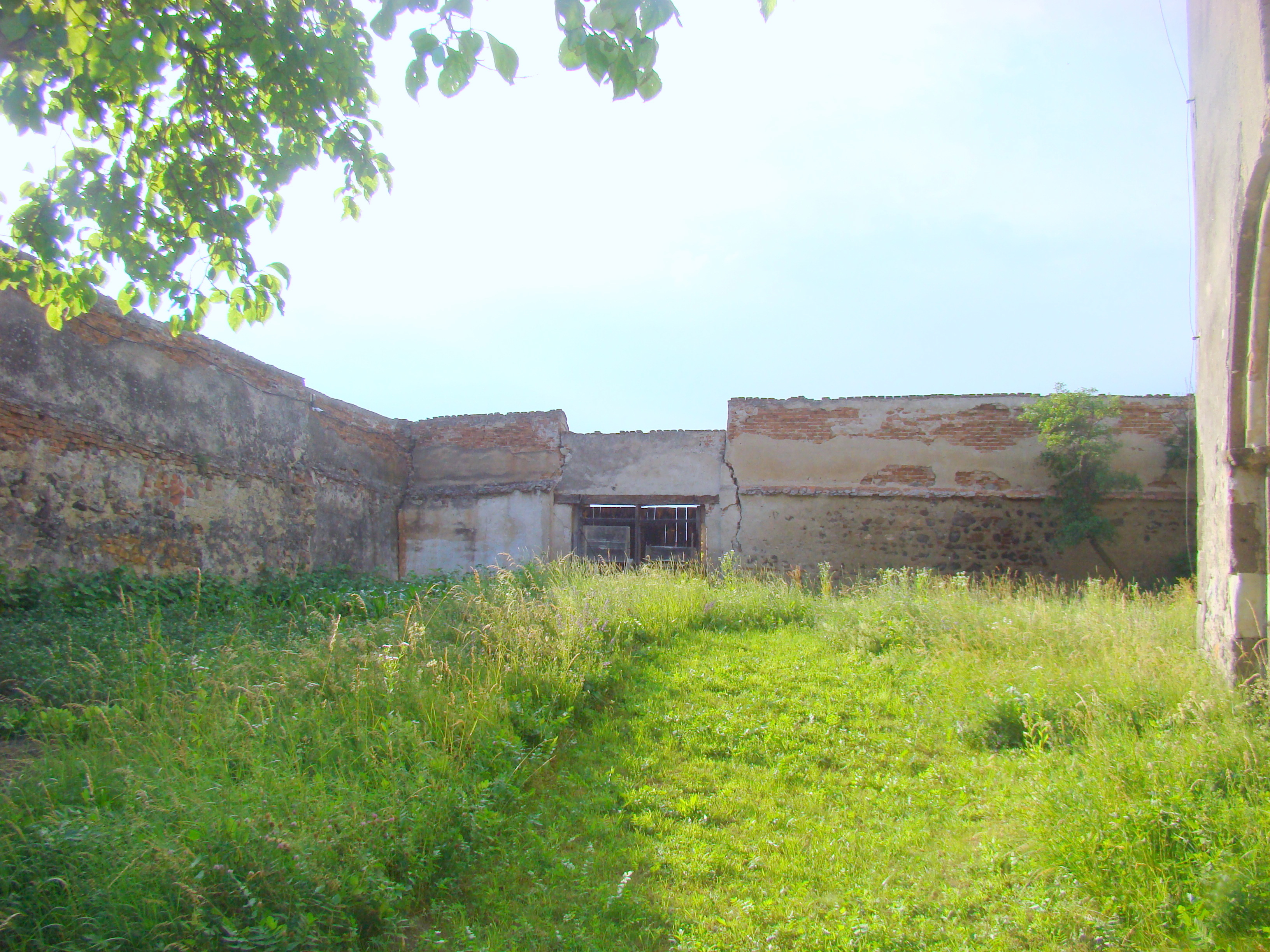
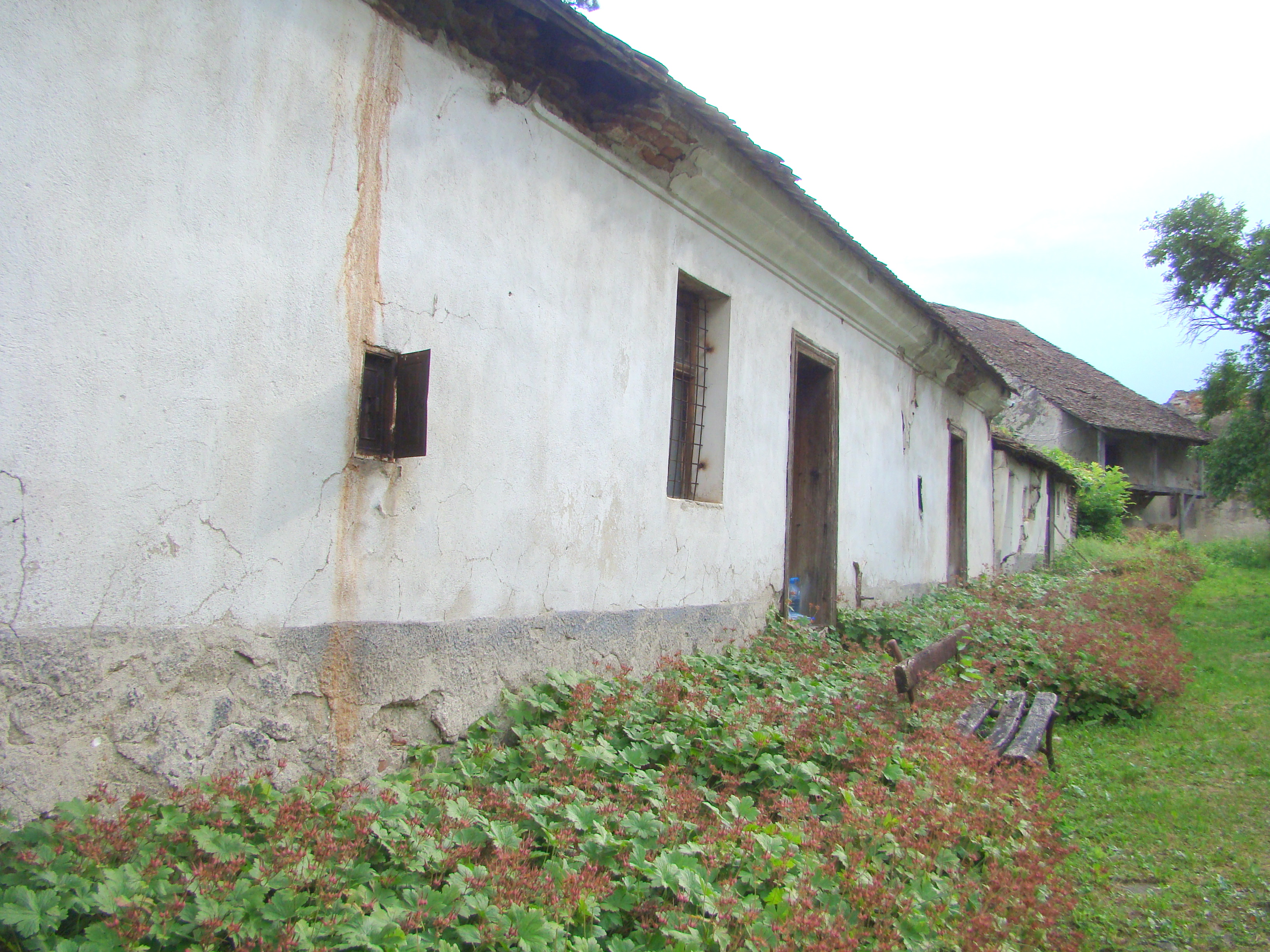
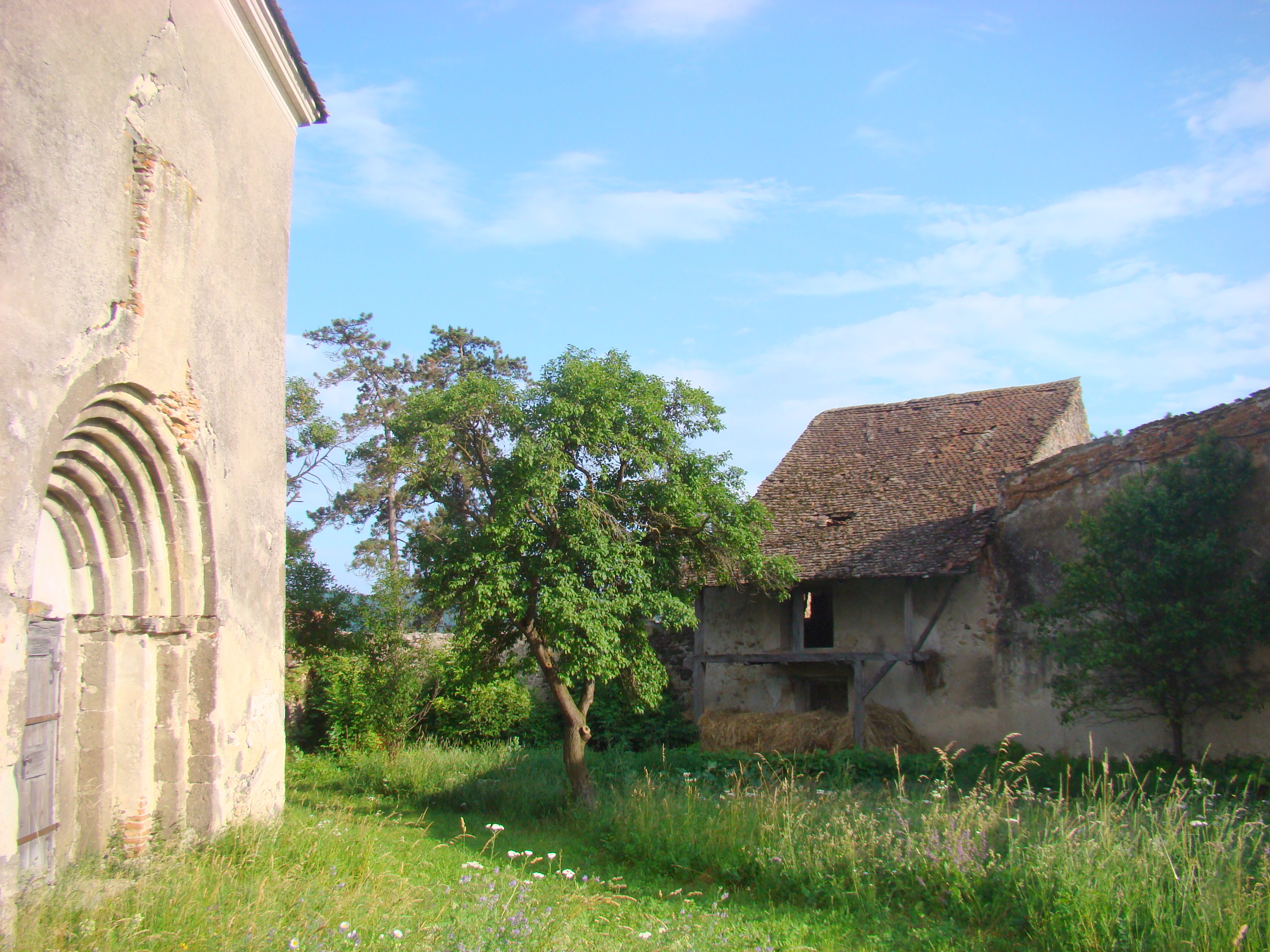
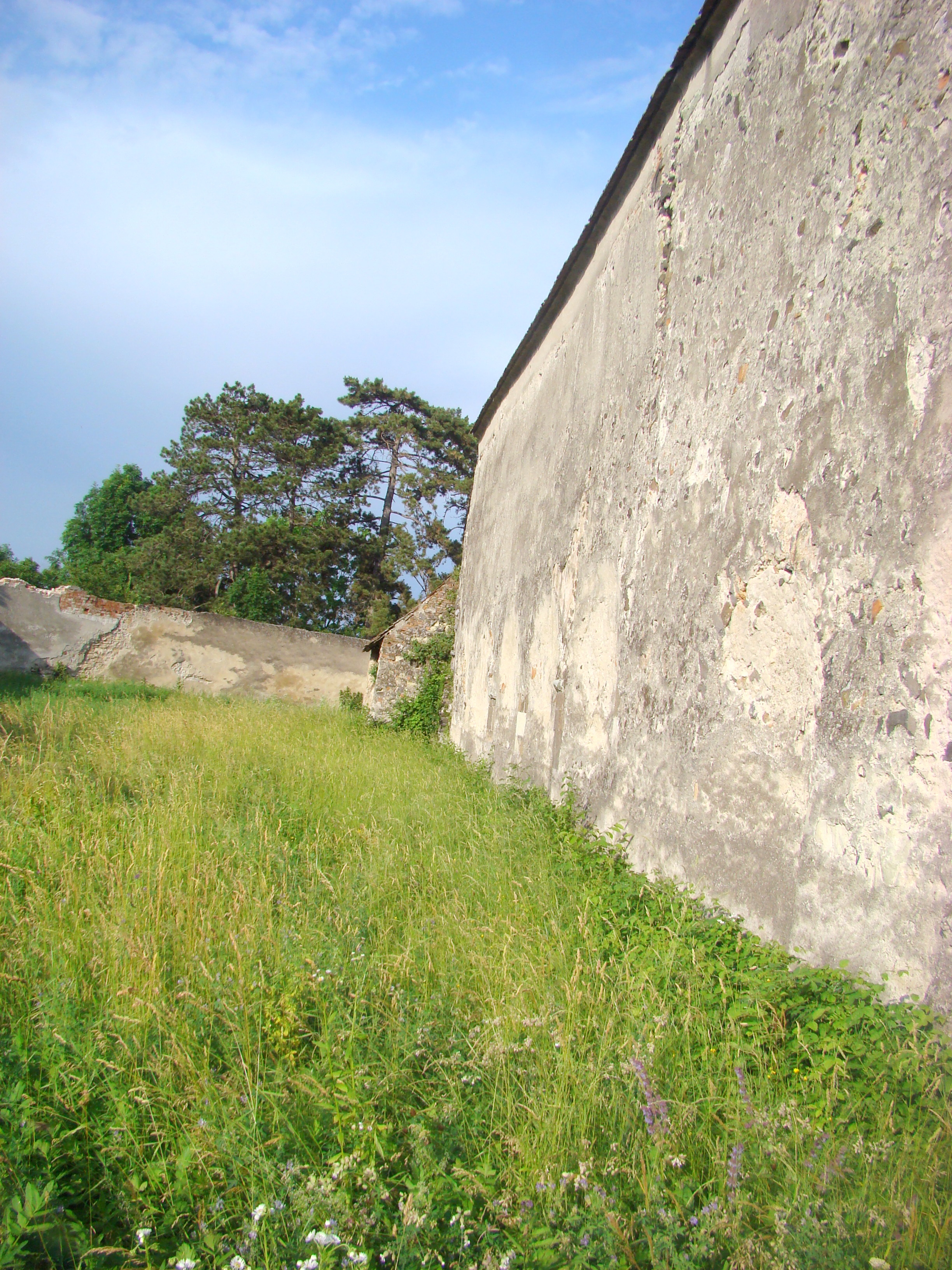
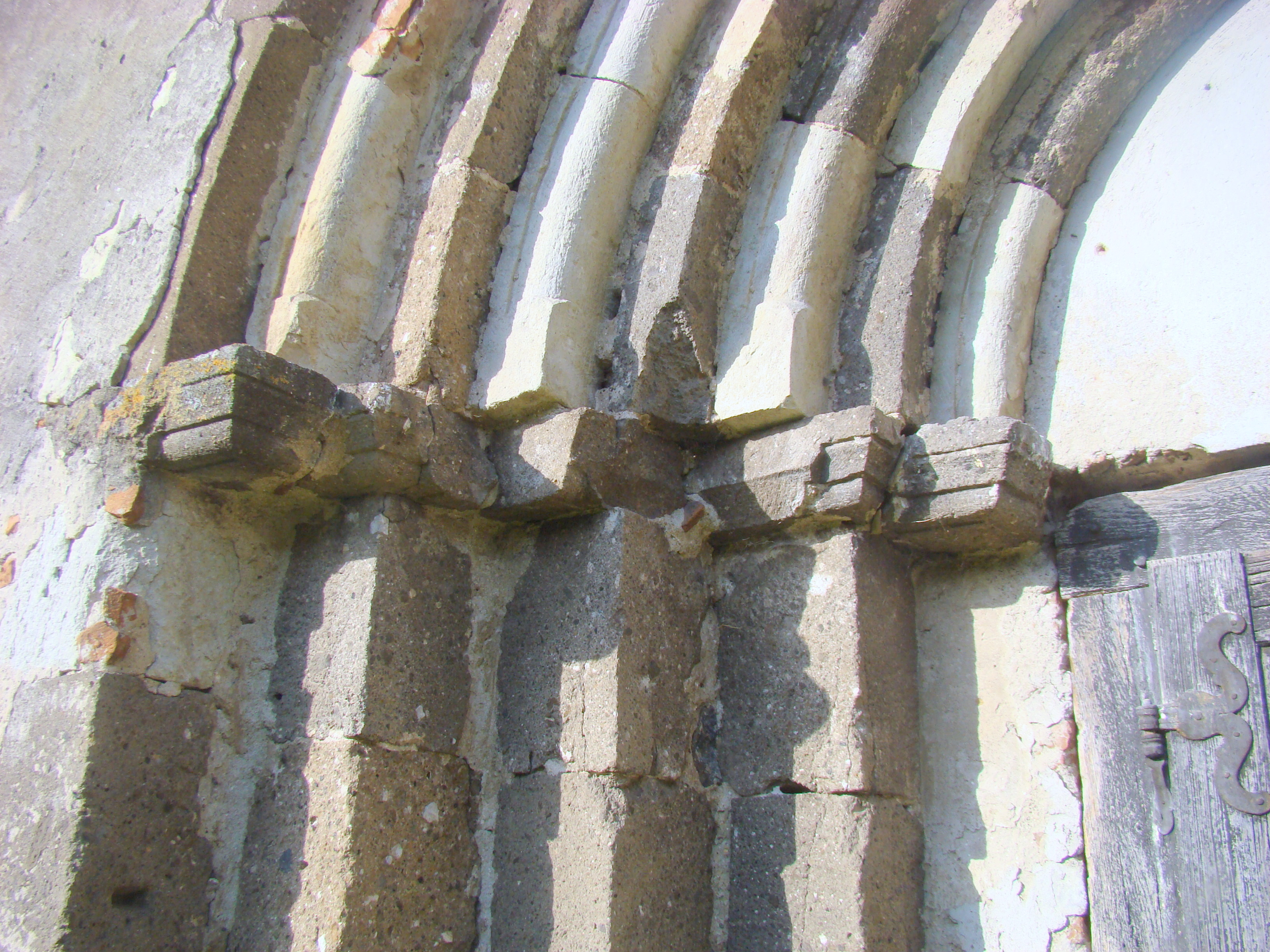
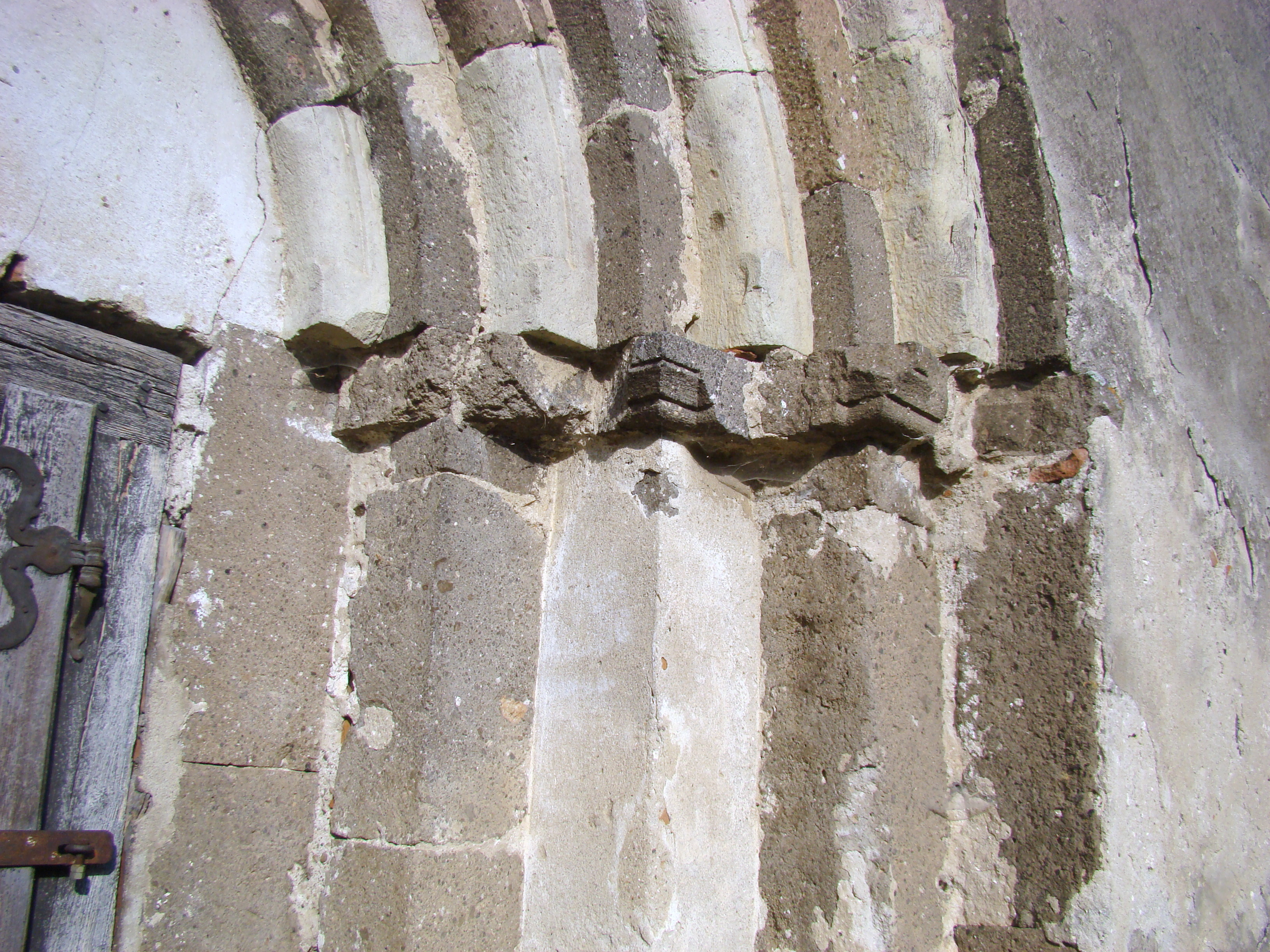
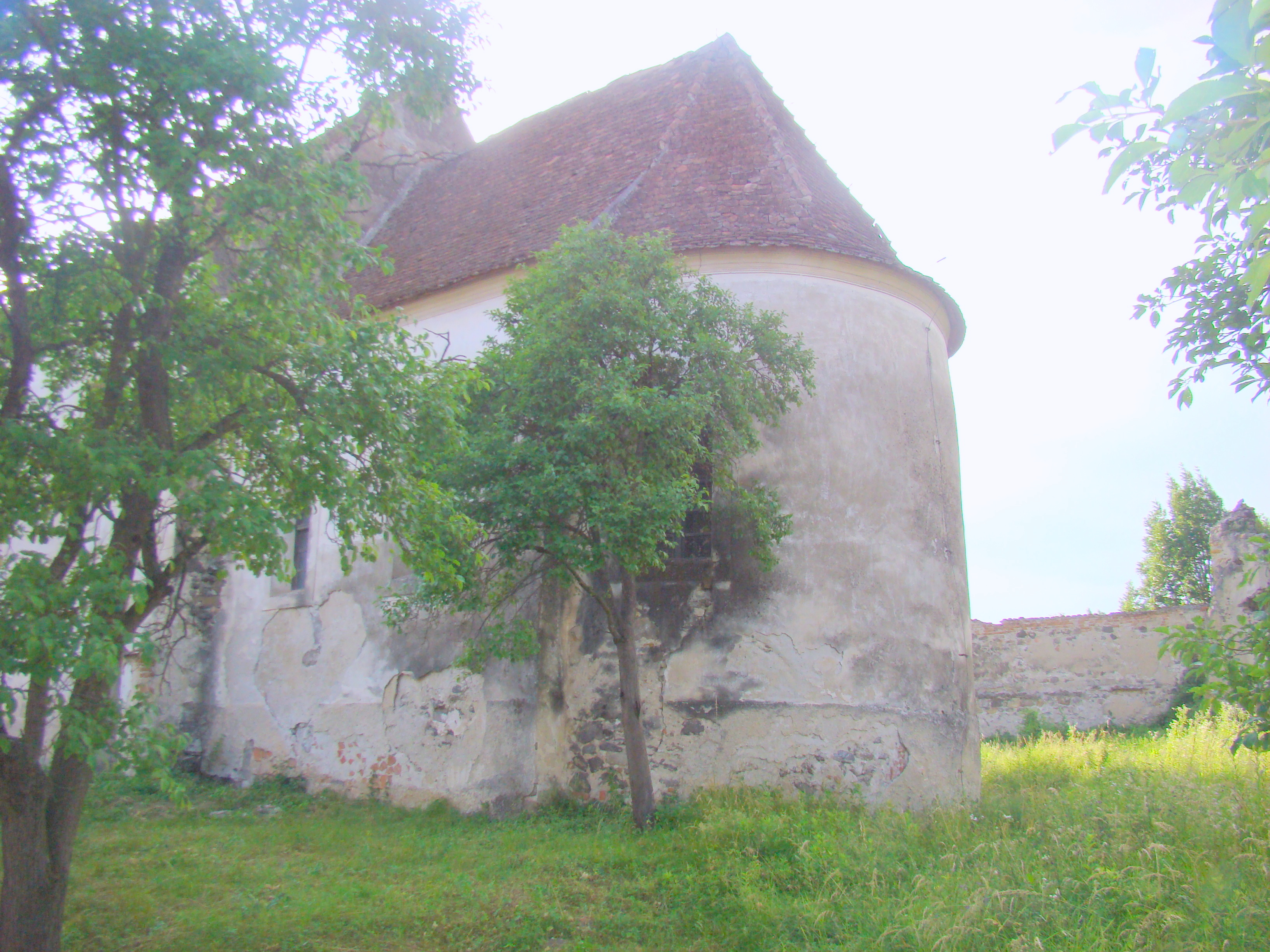
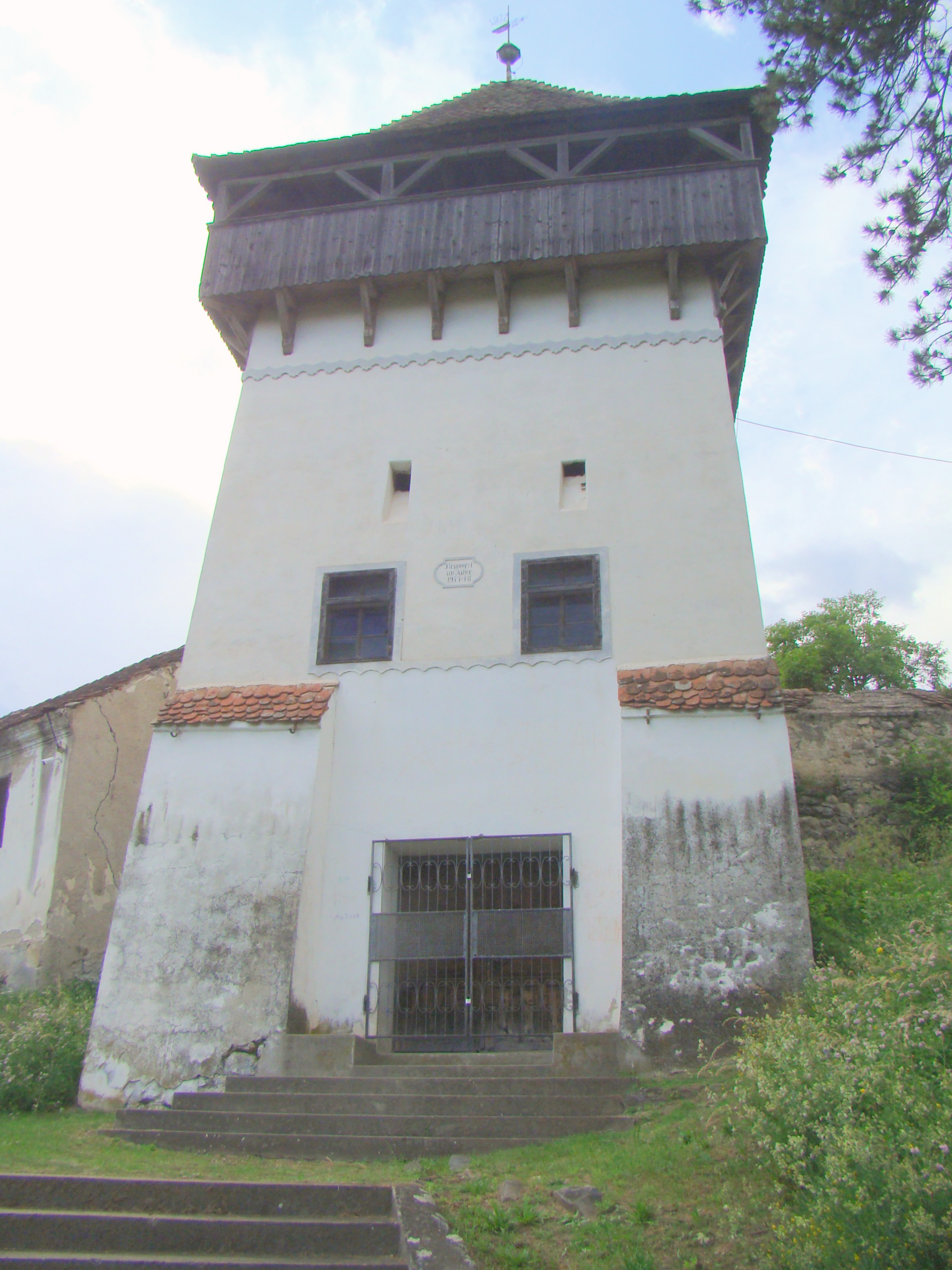
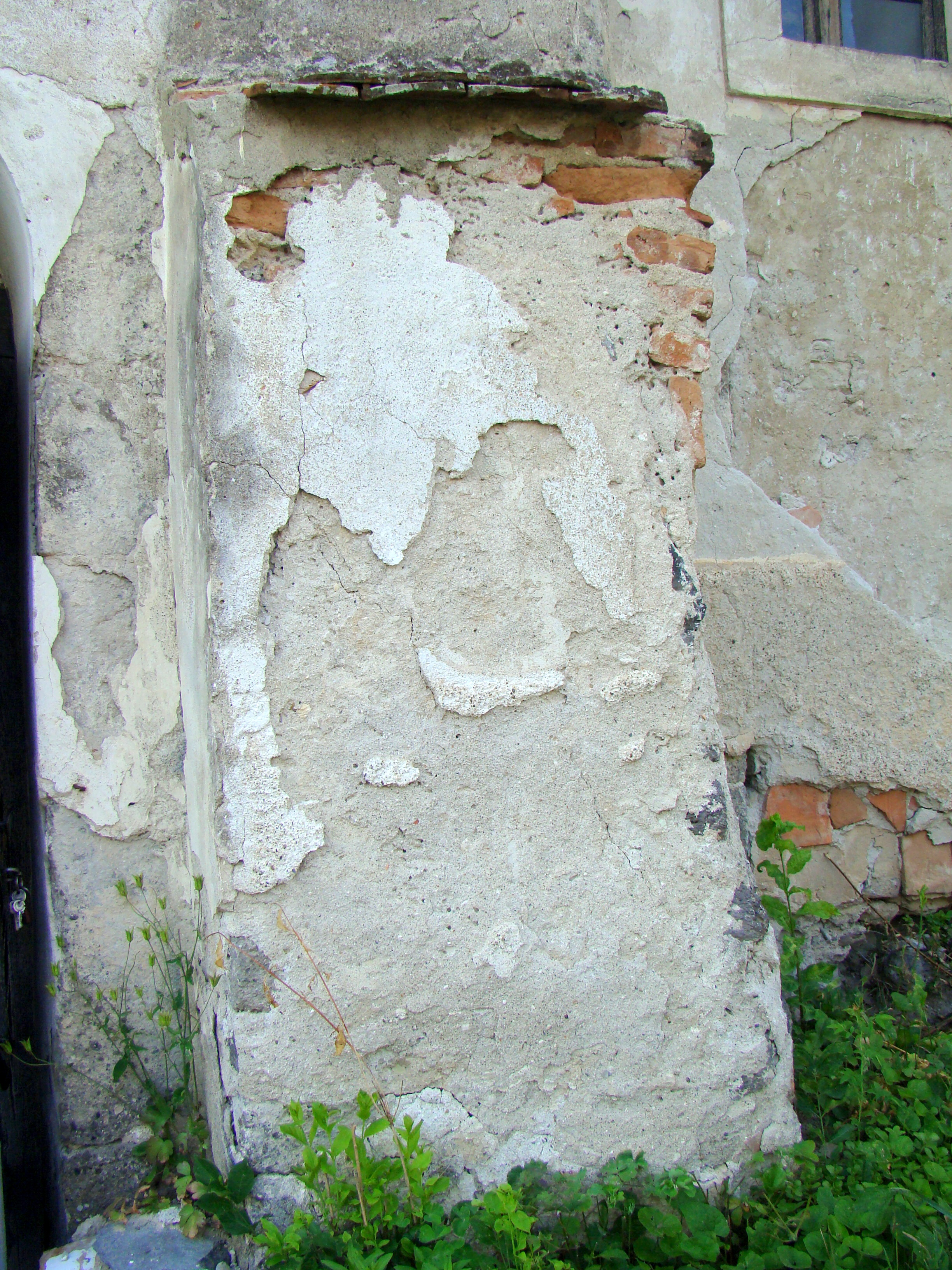
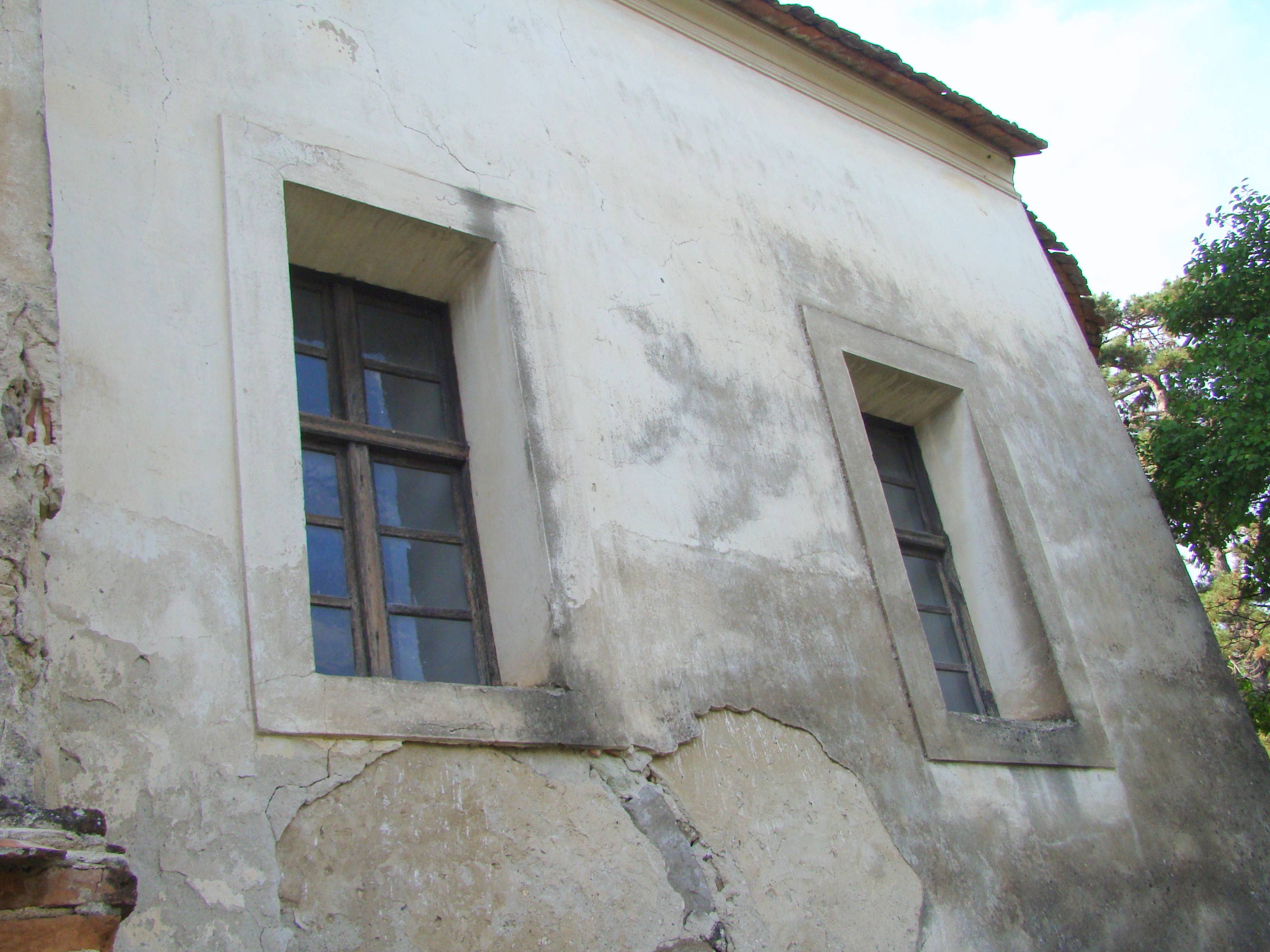

## Imagini din interior

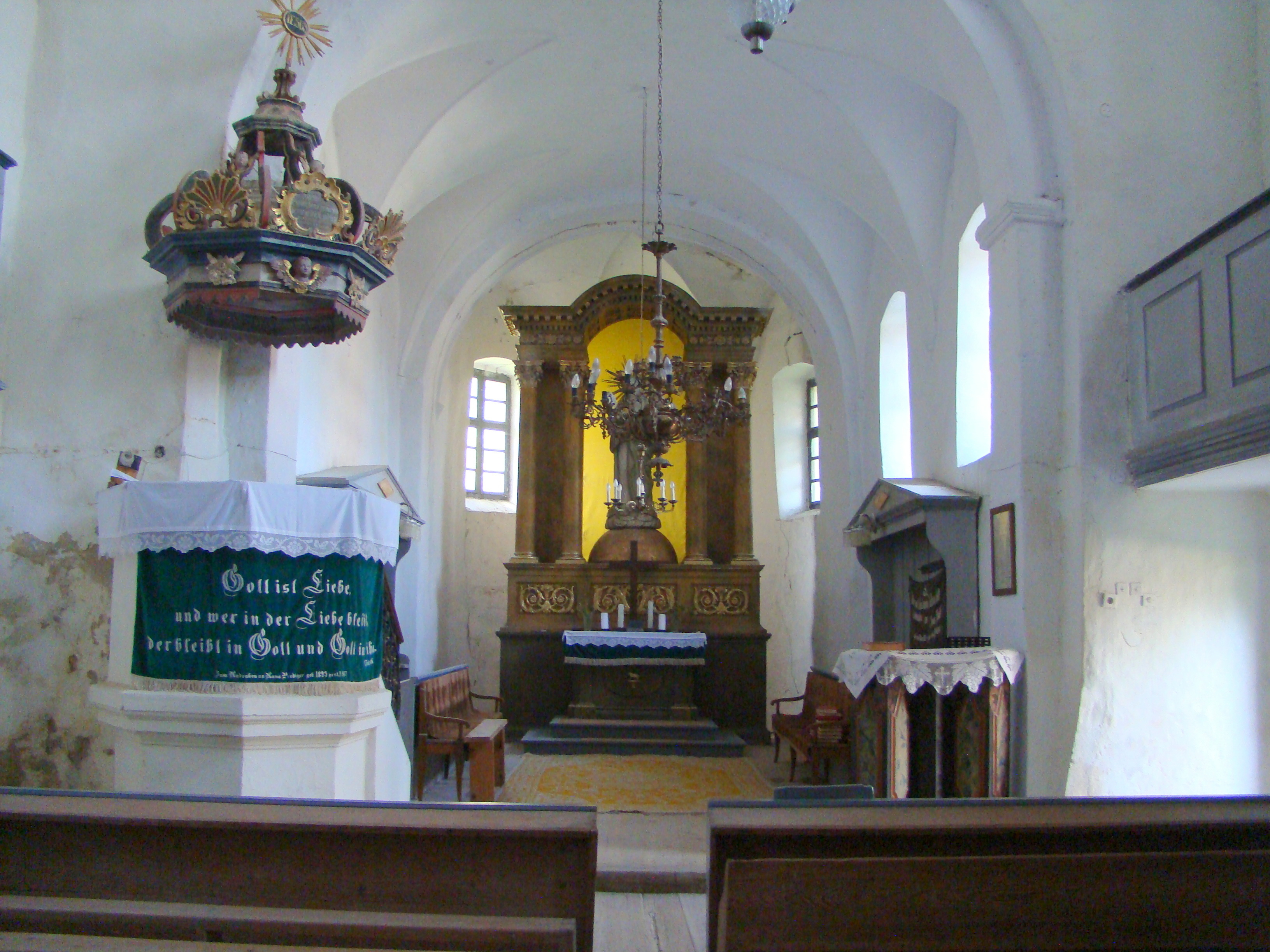
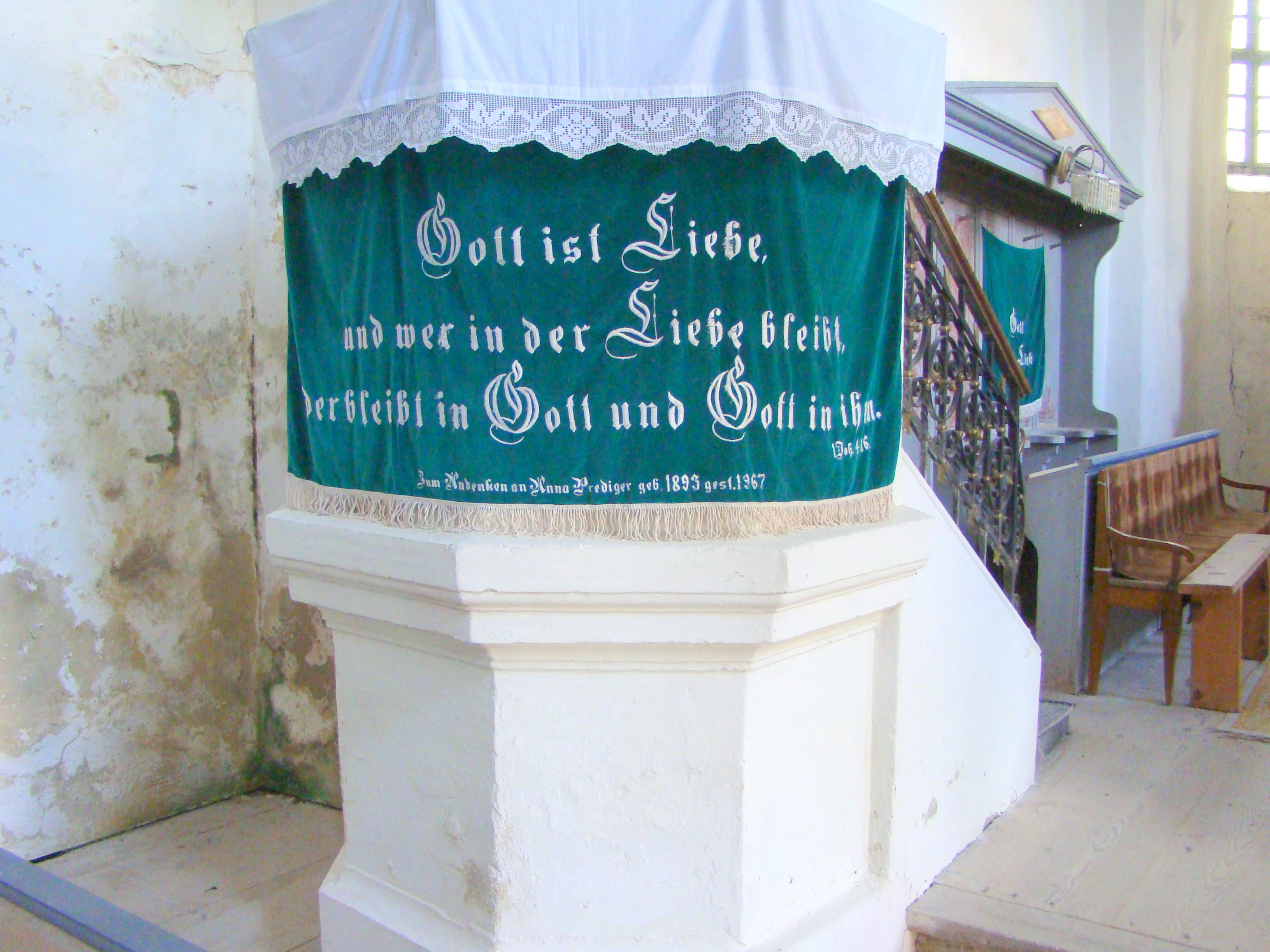
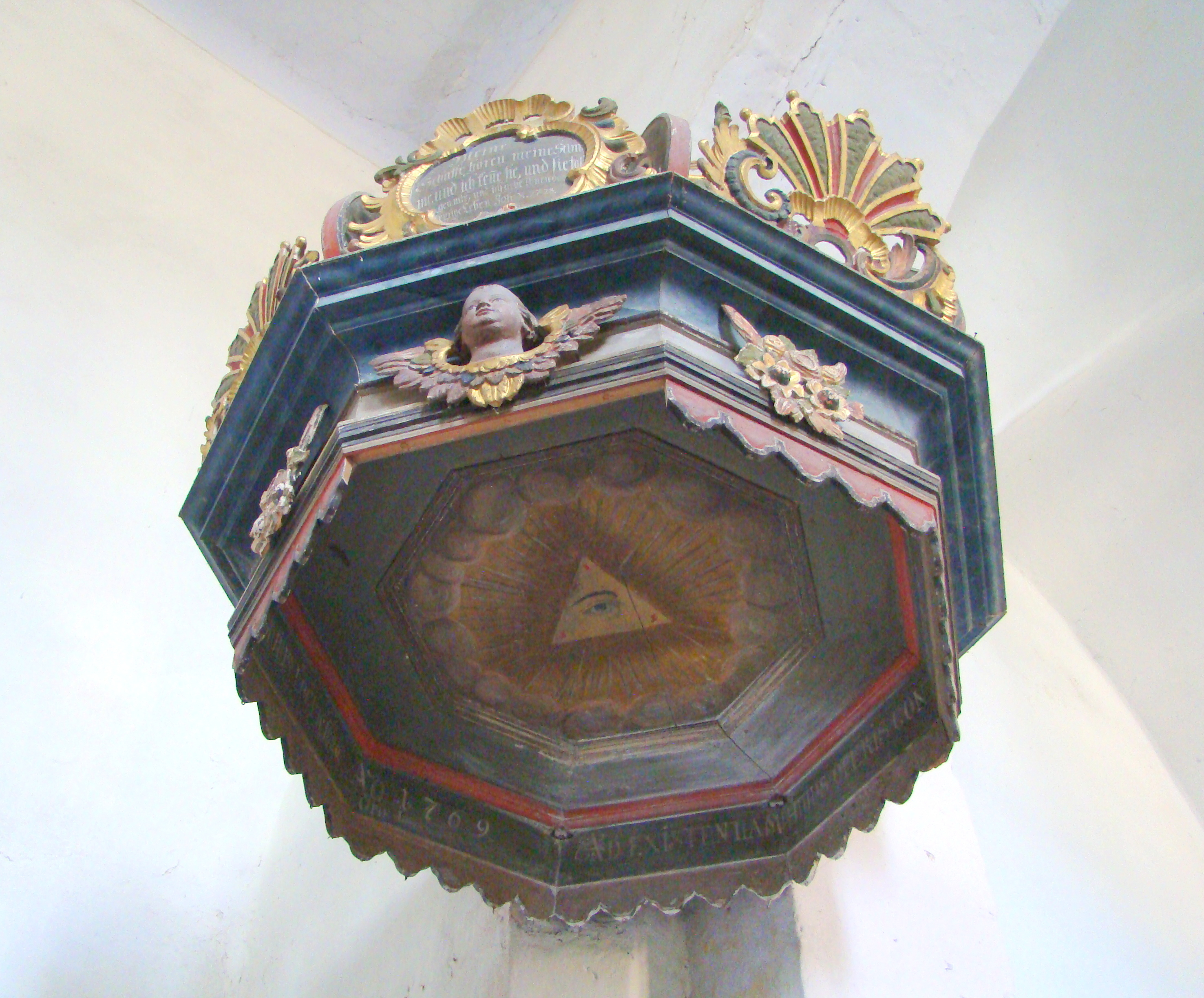
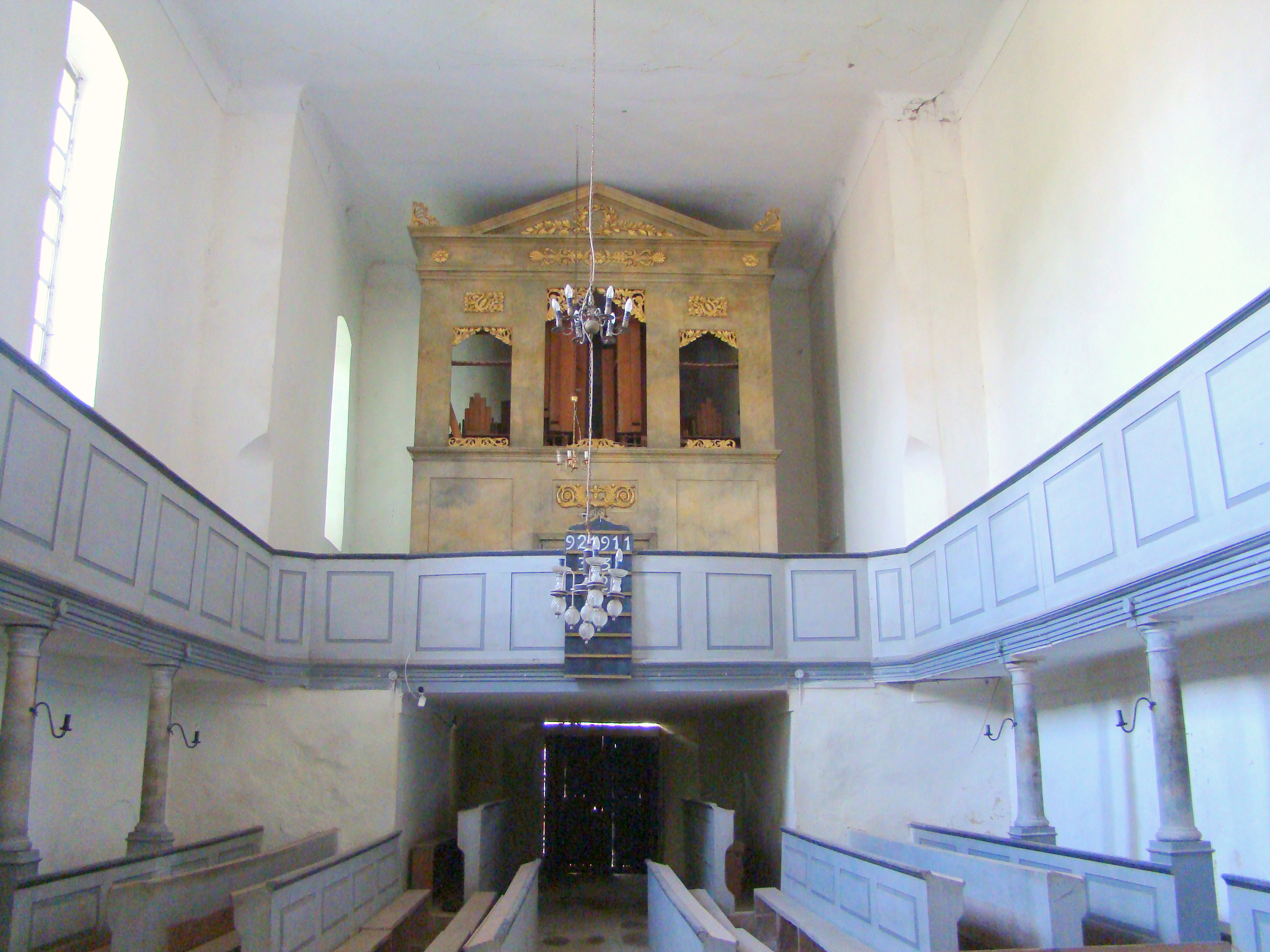
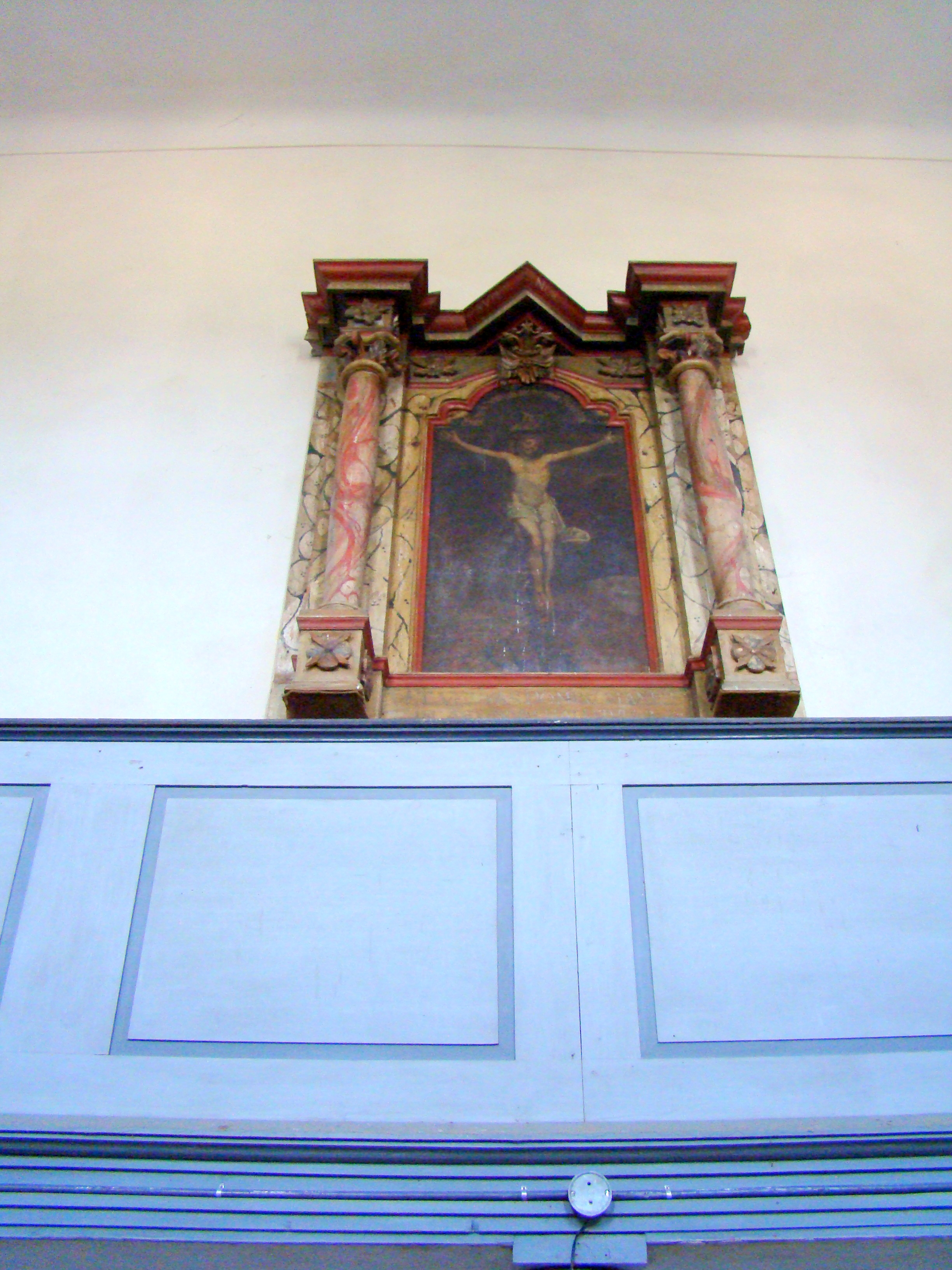
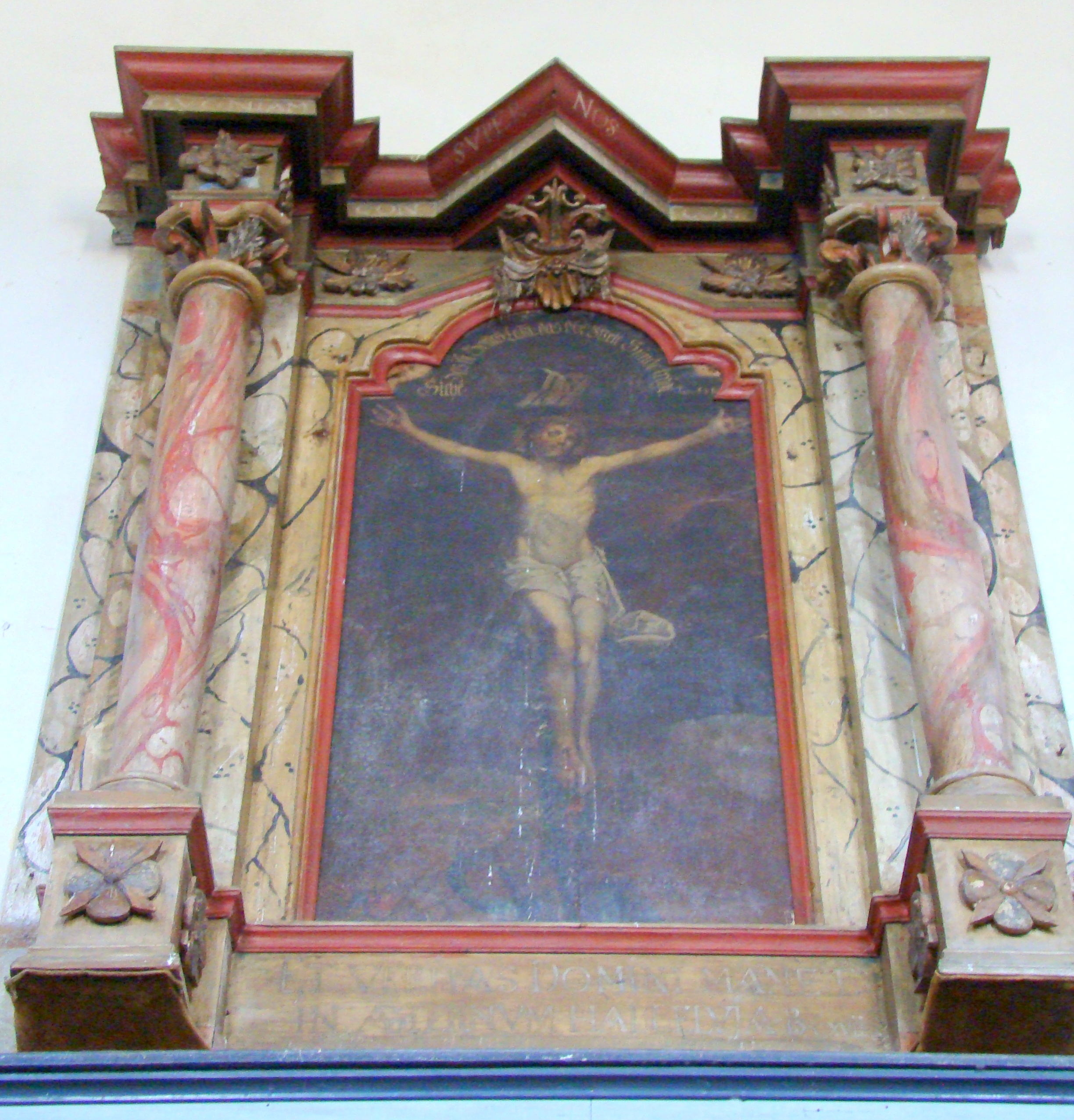
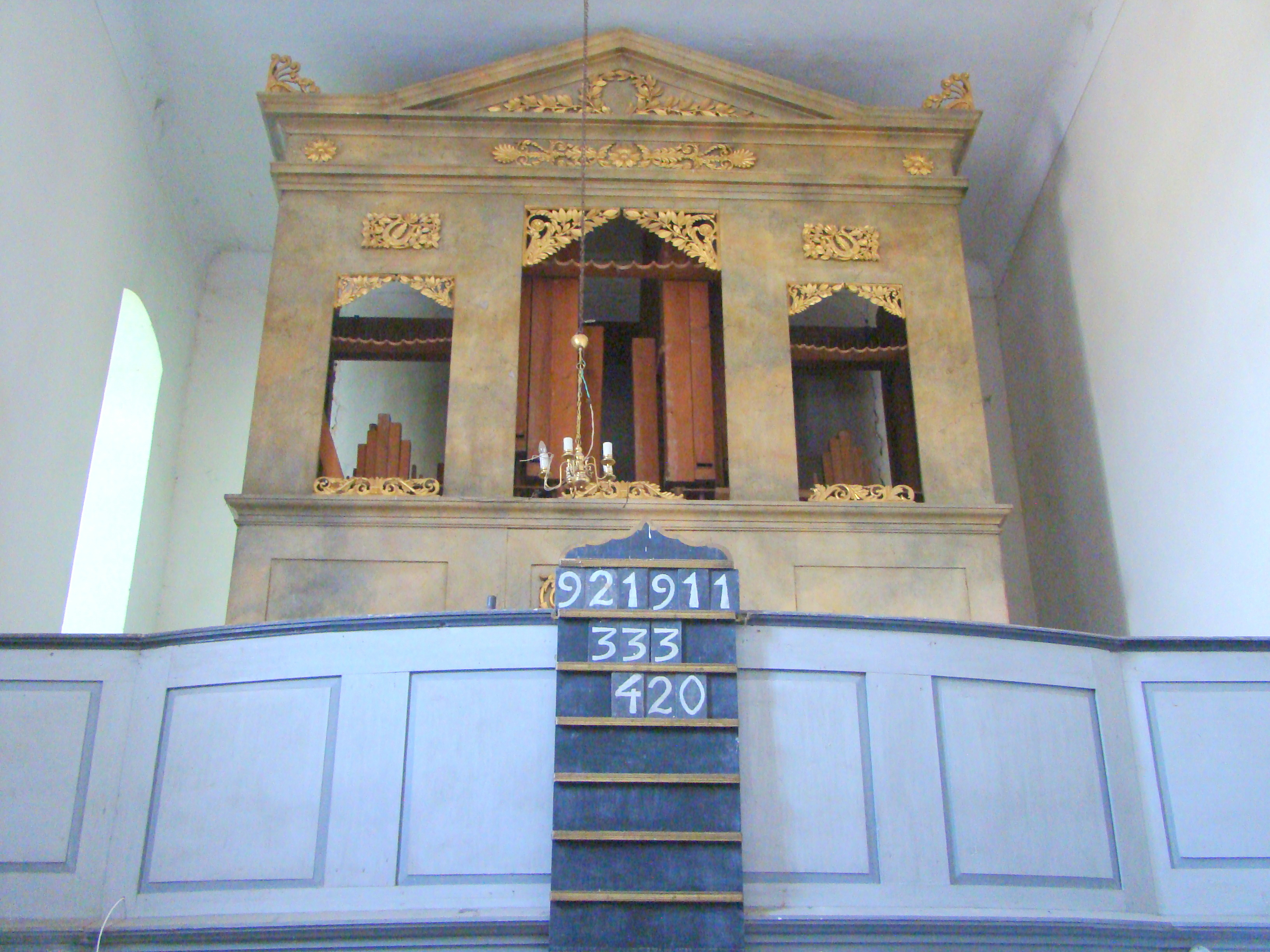
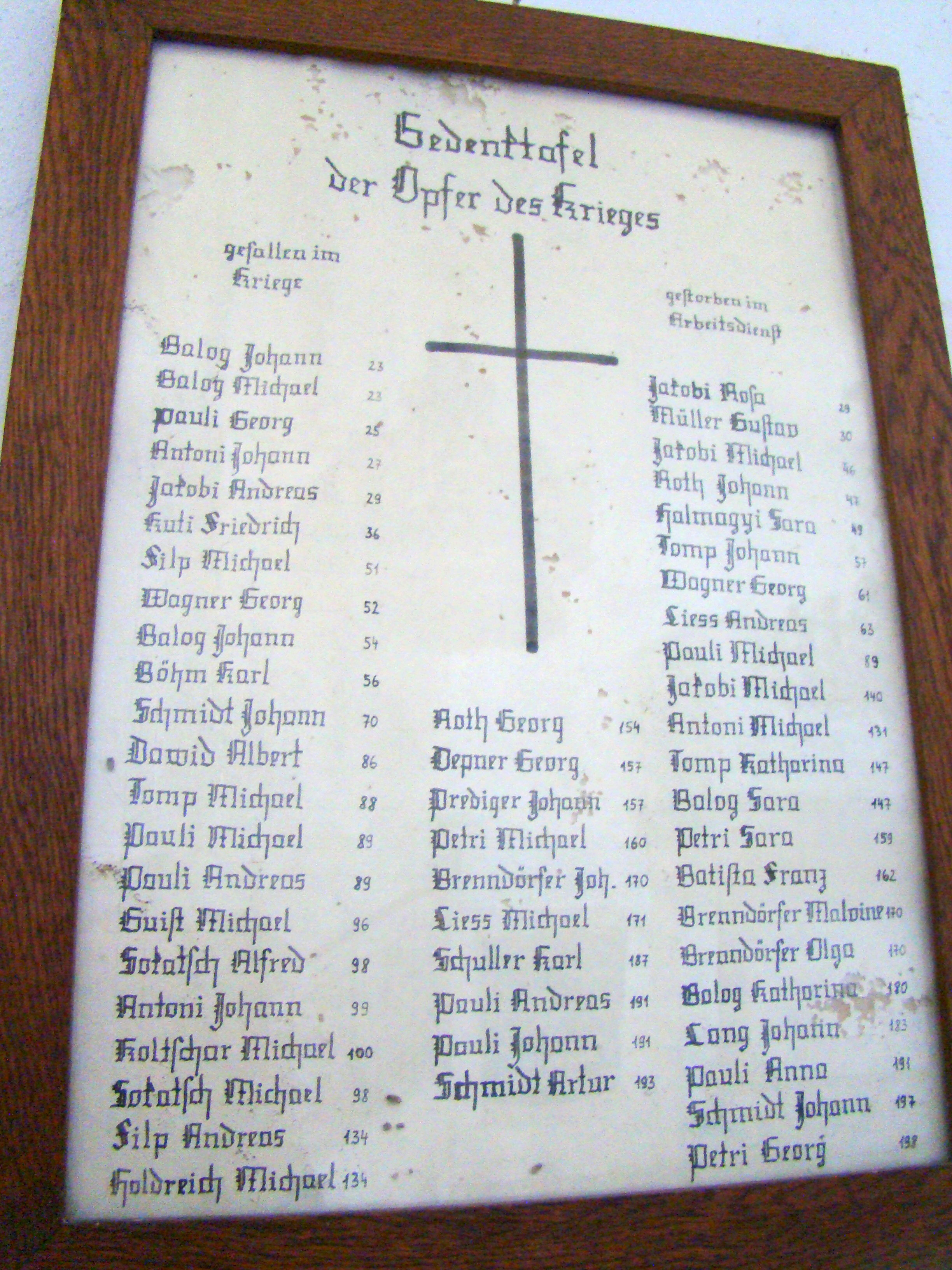
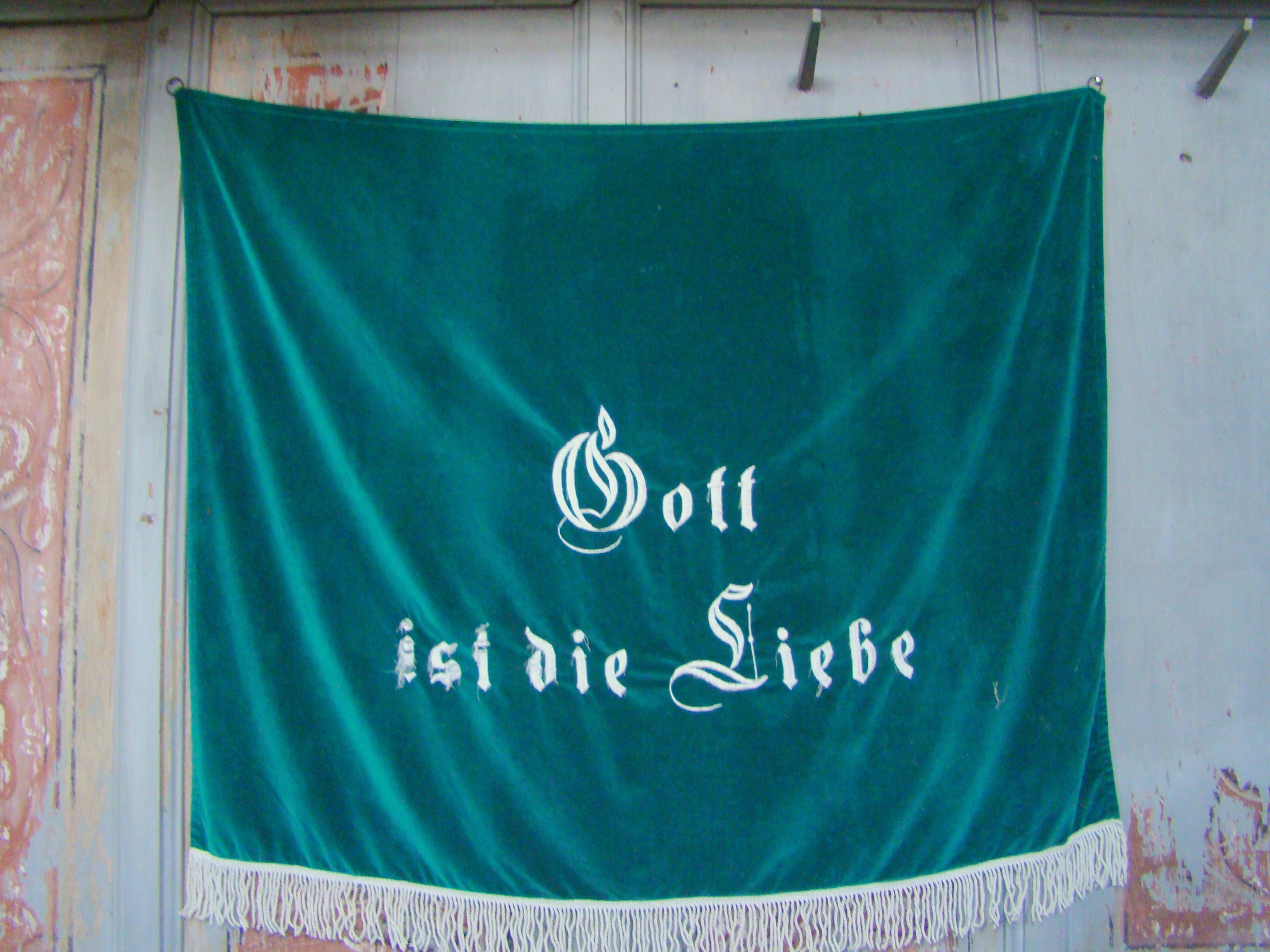
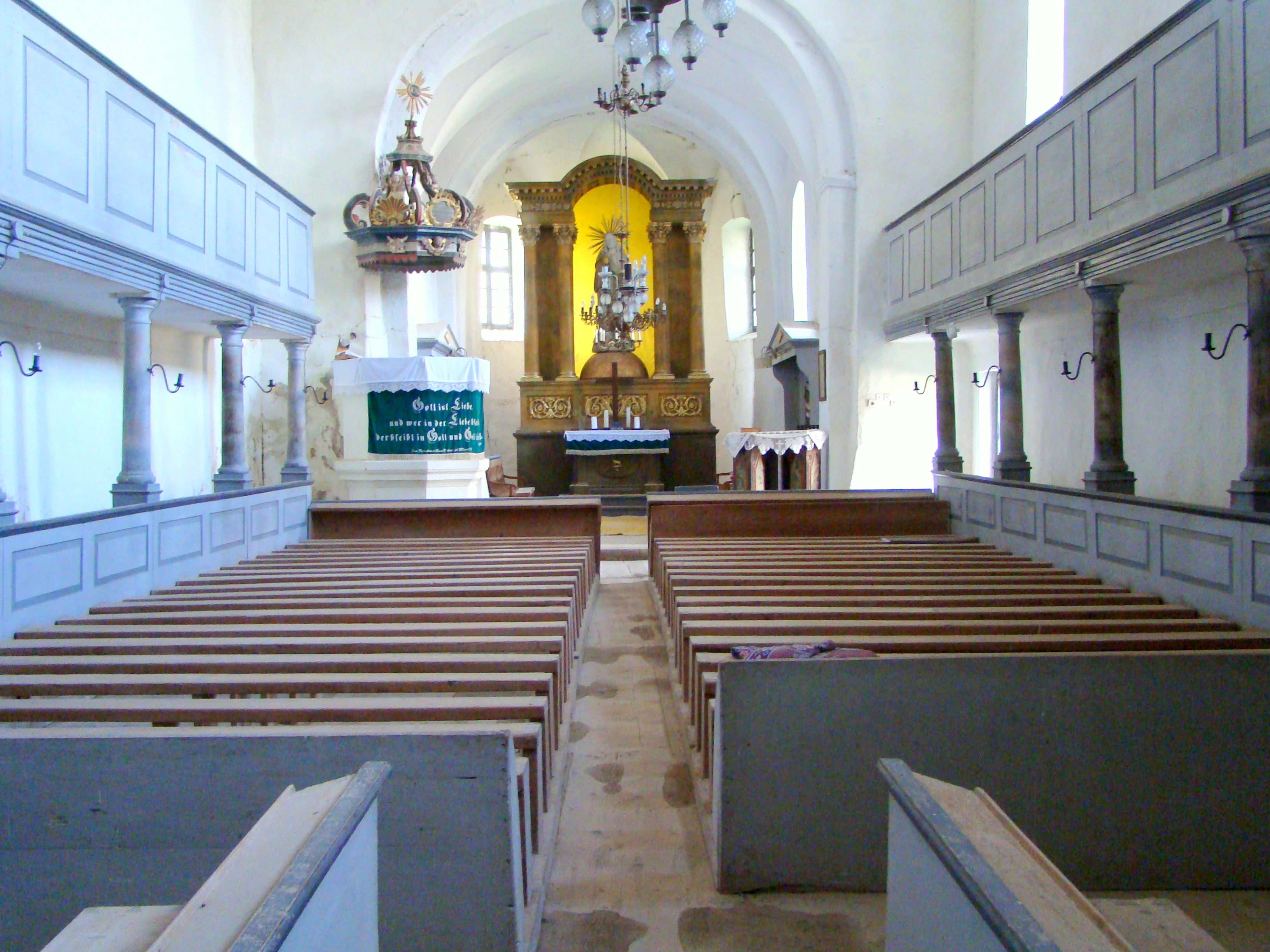
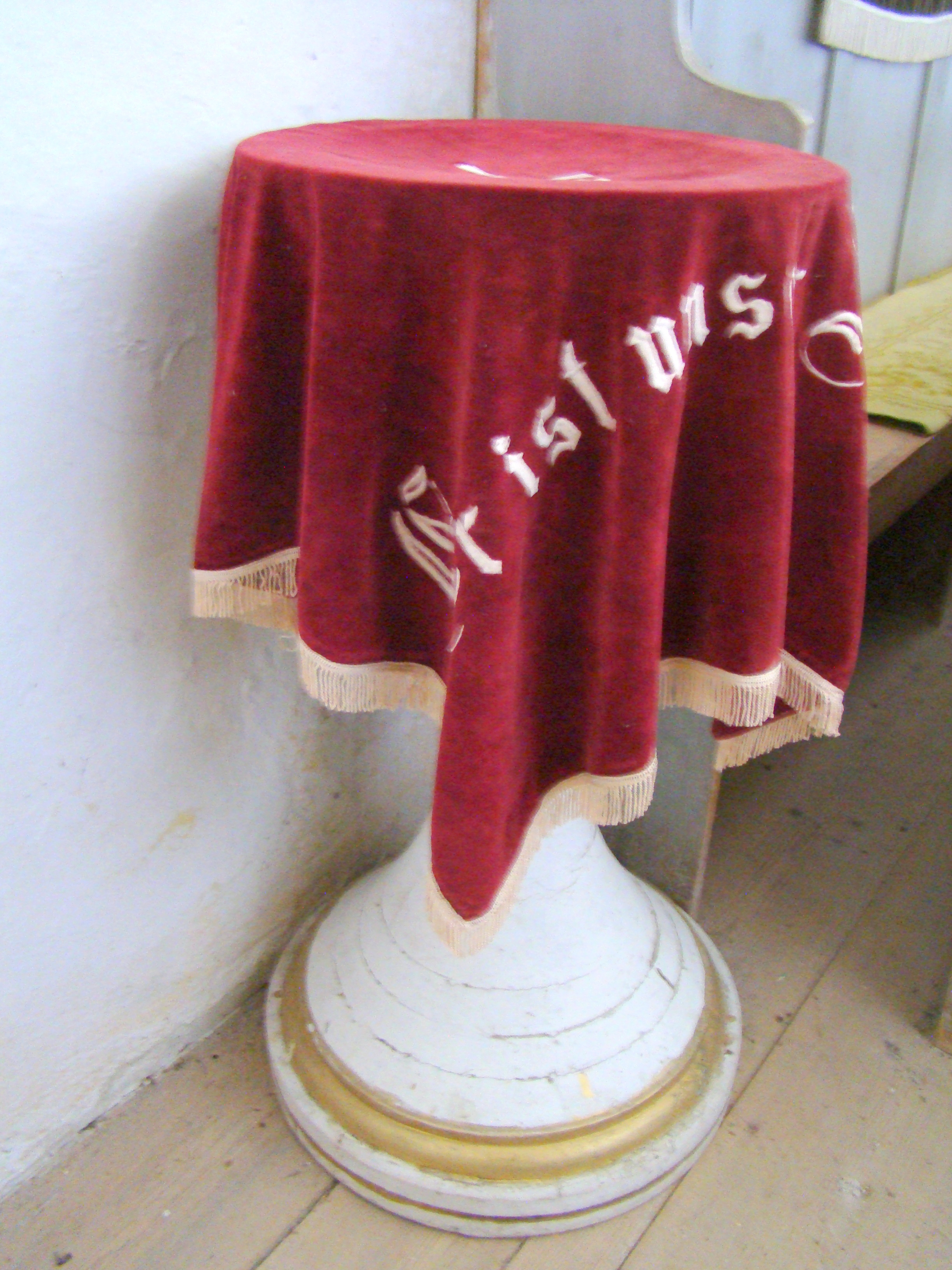
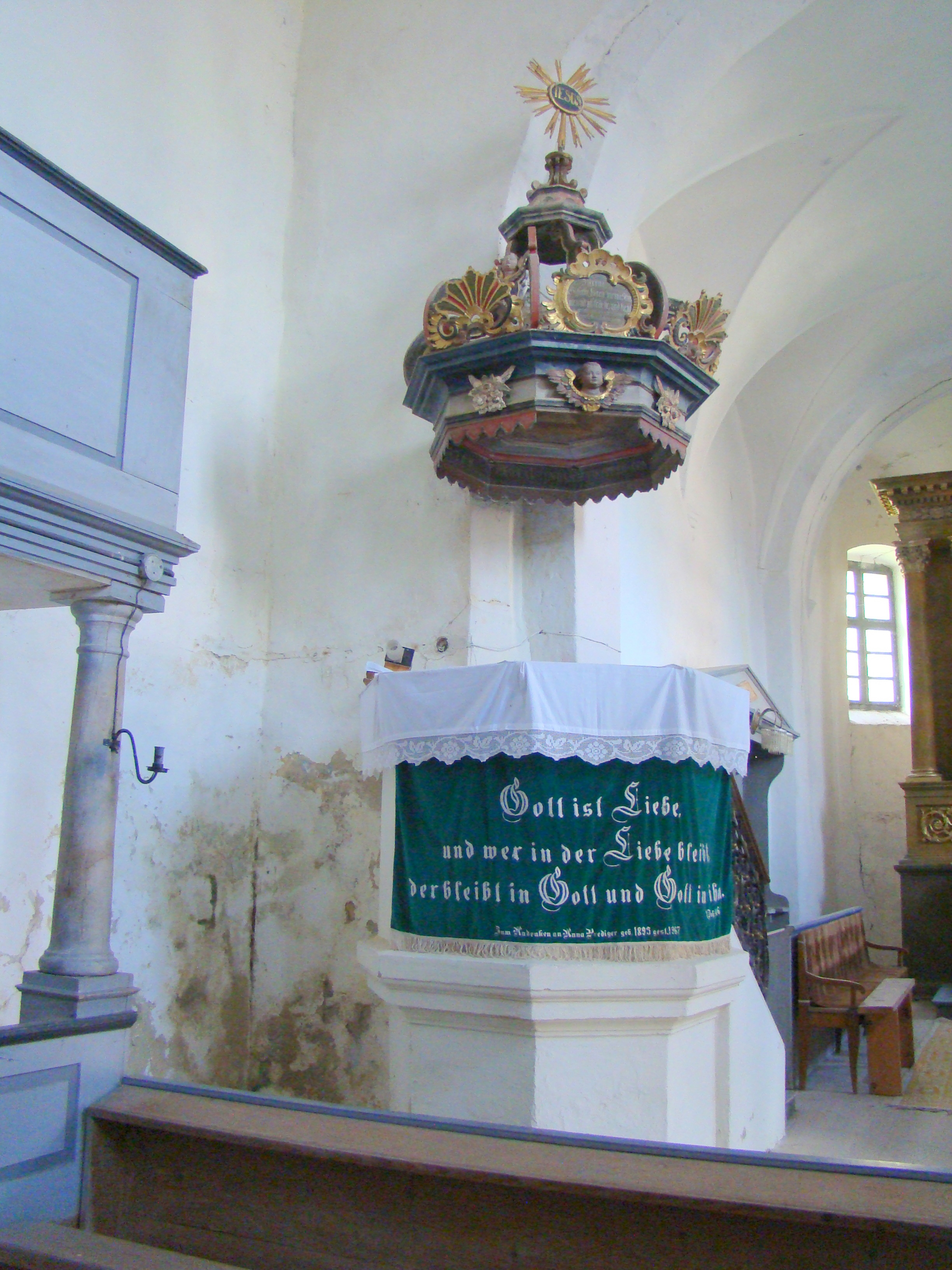
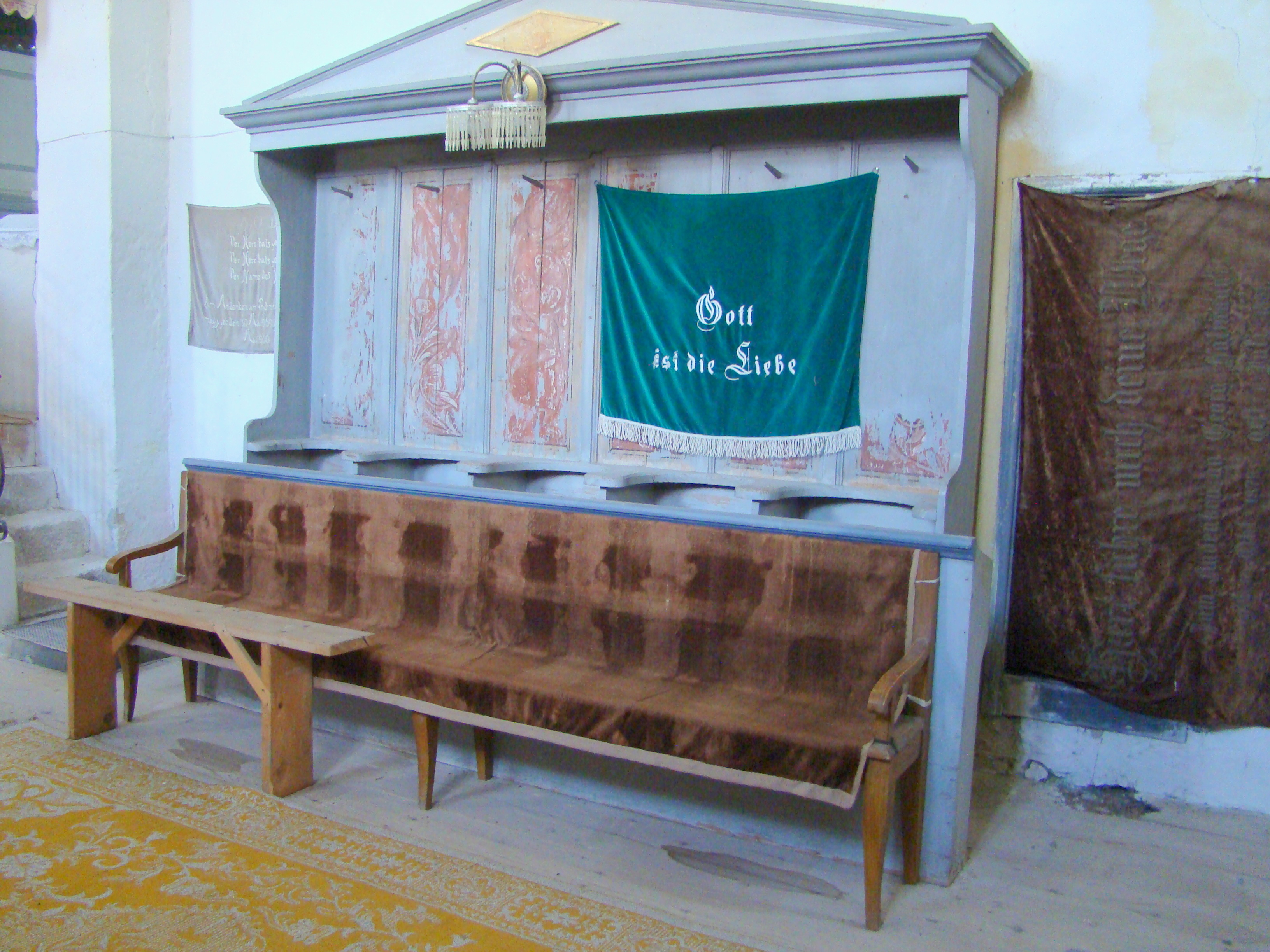
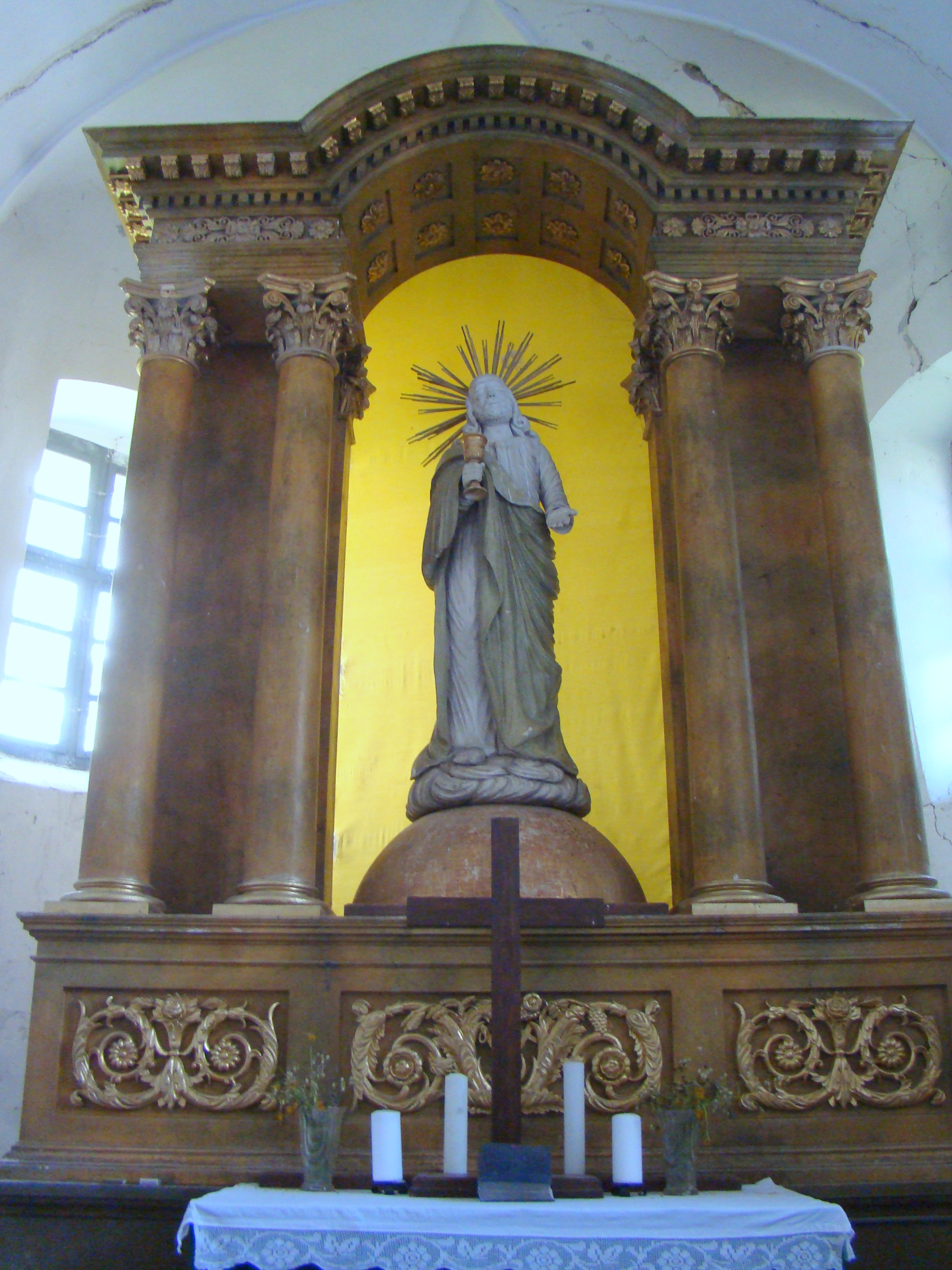
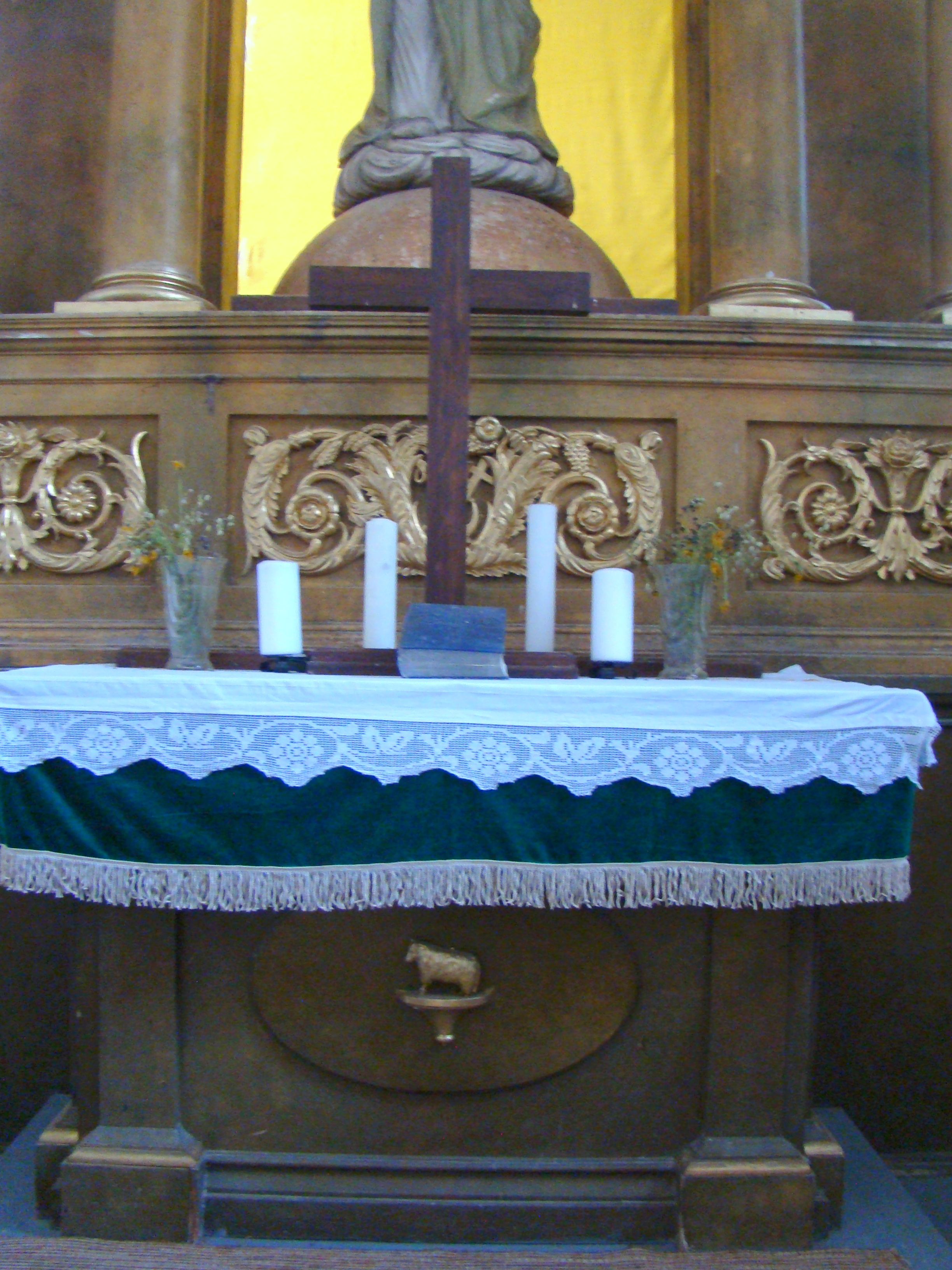

## Imagini din muzeul aflat la intrarea în ansamblu

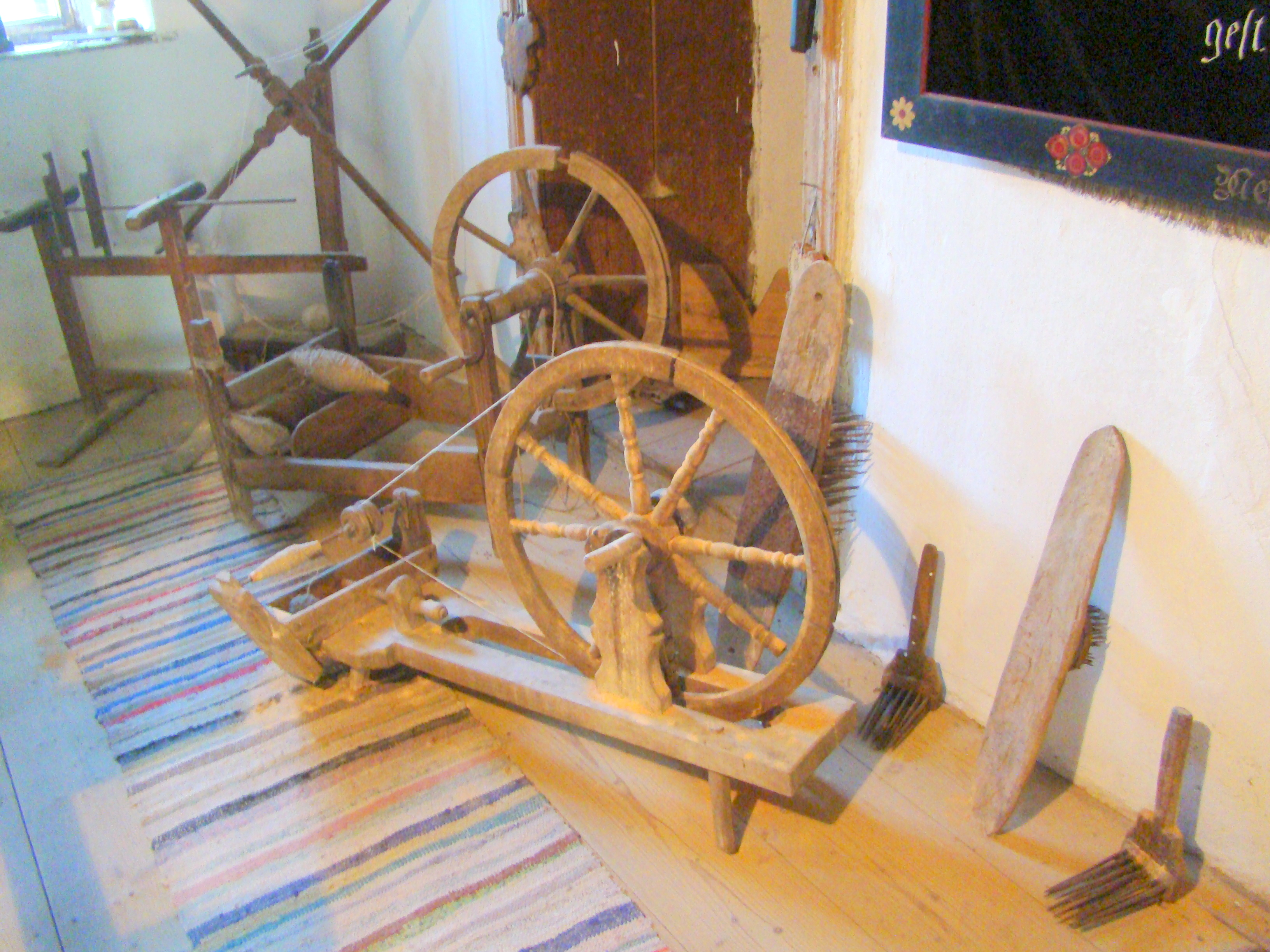
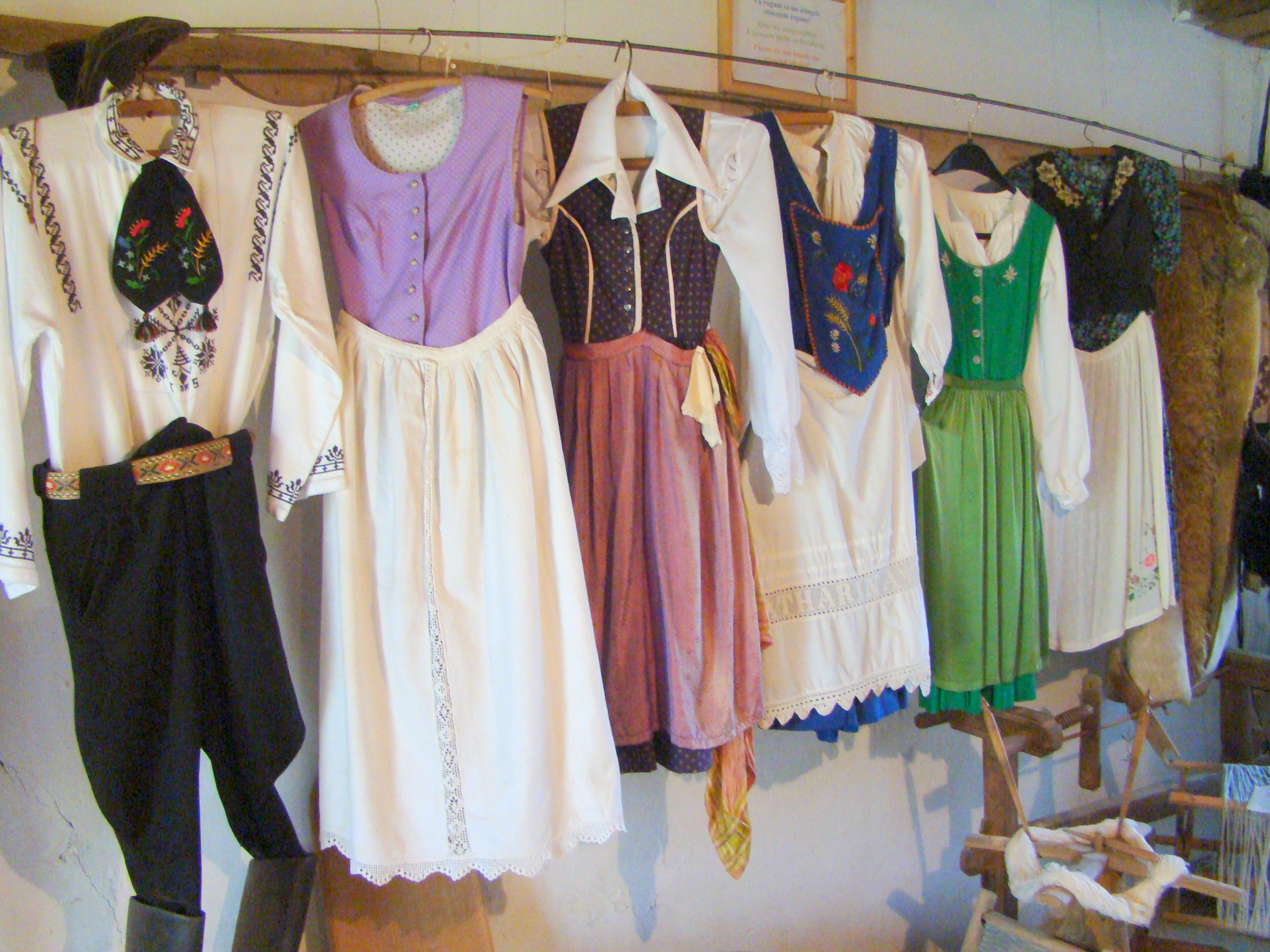
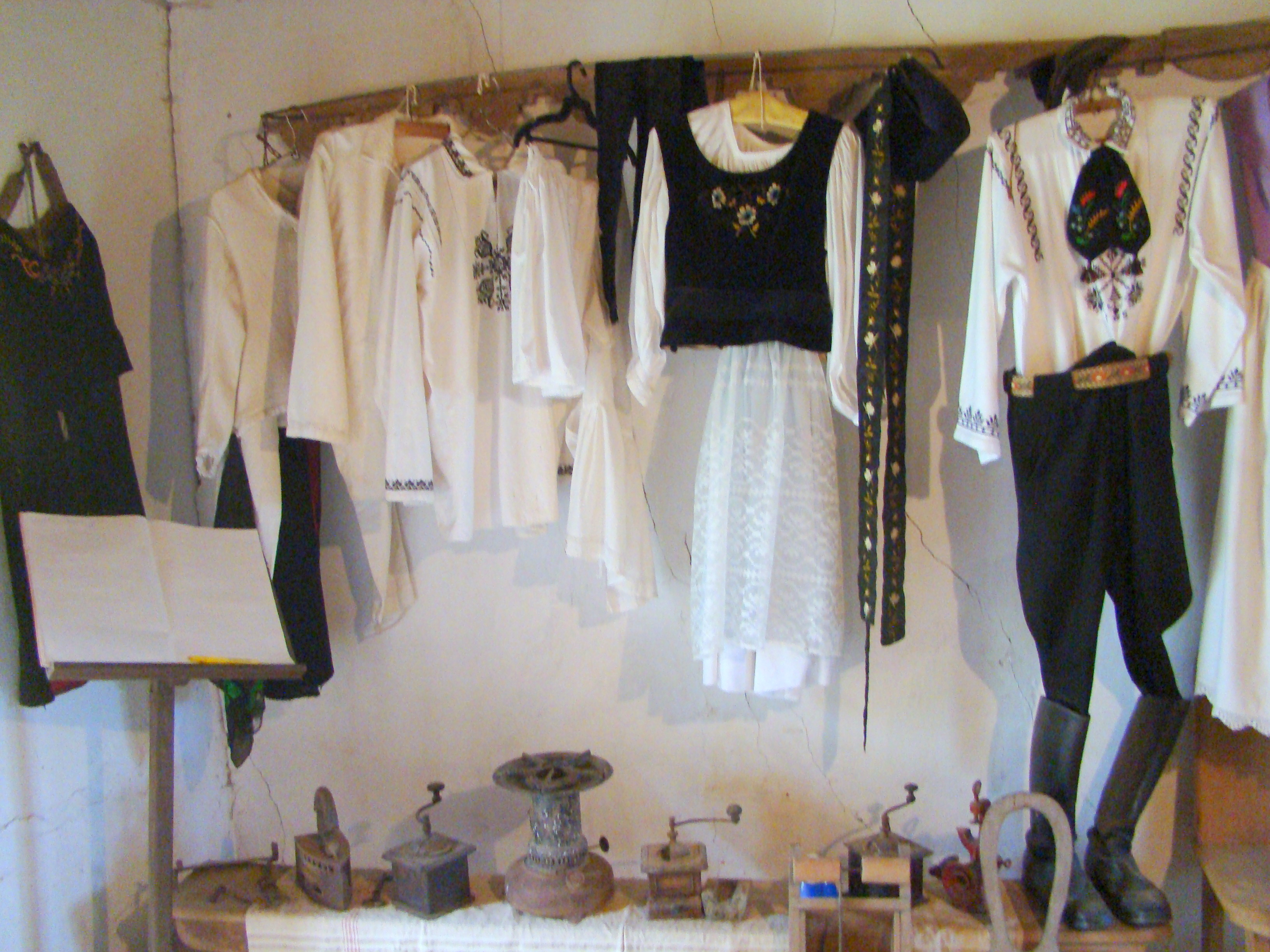
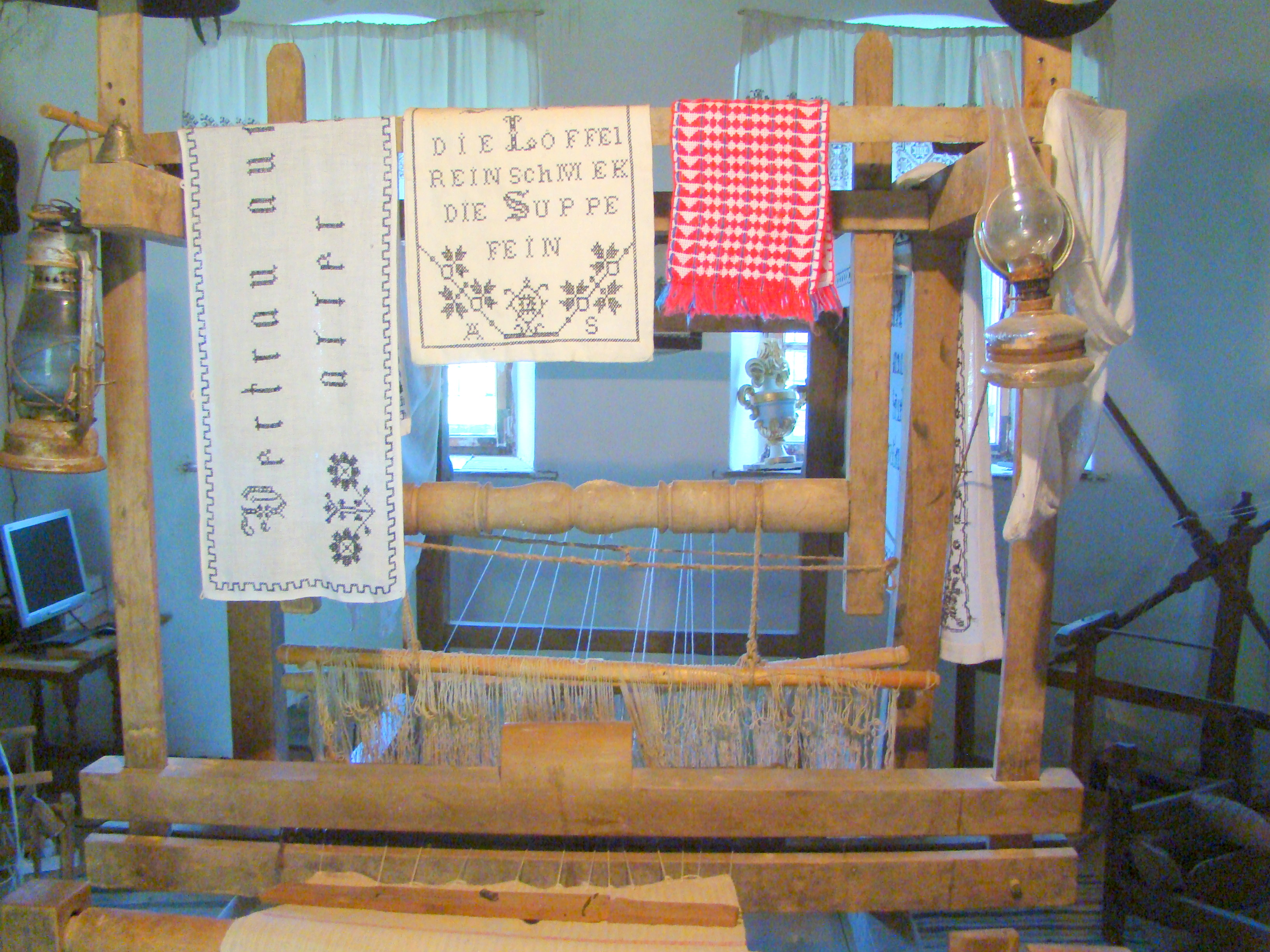
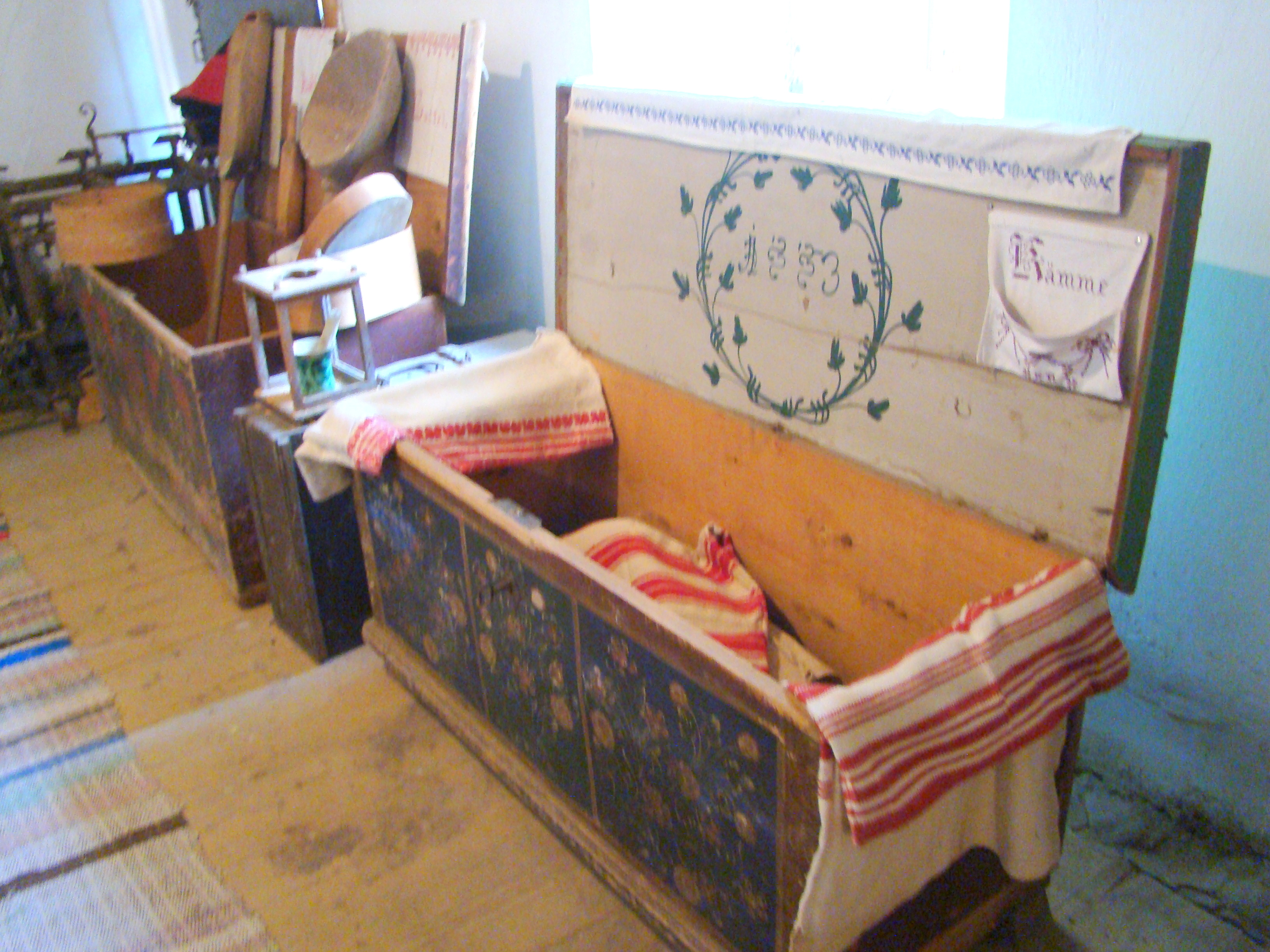
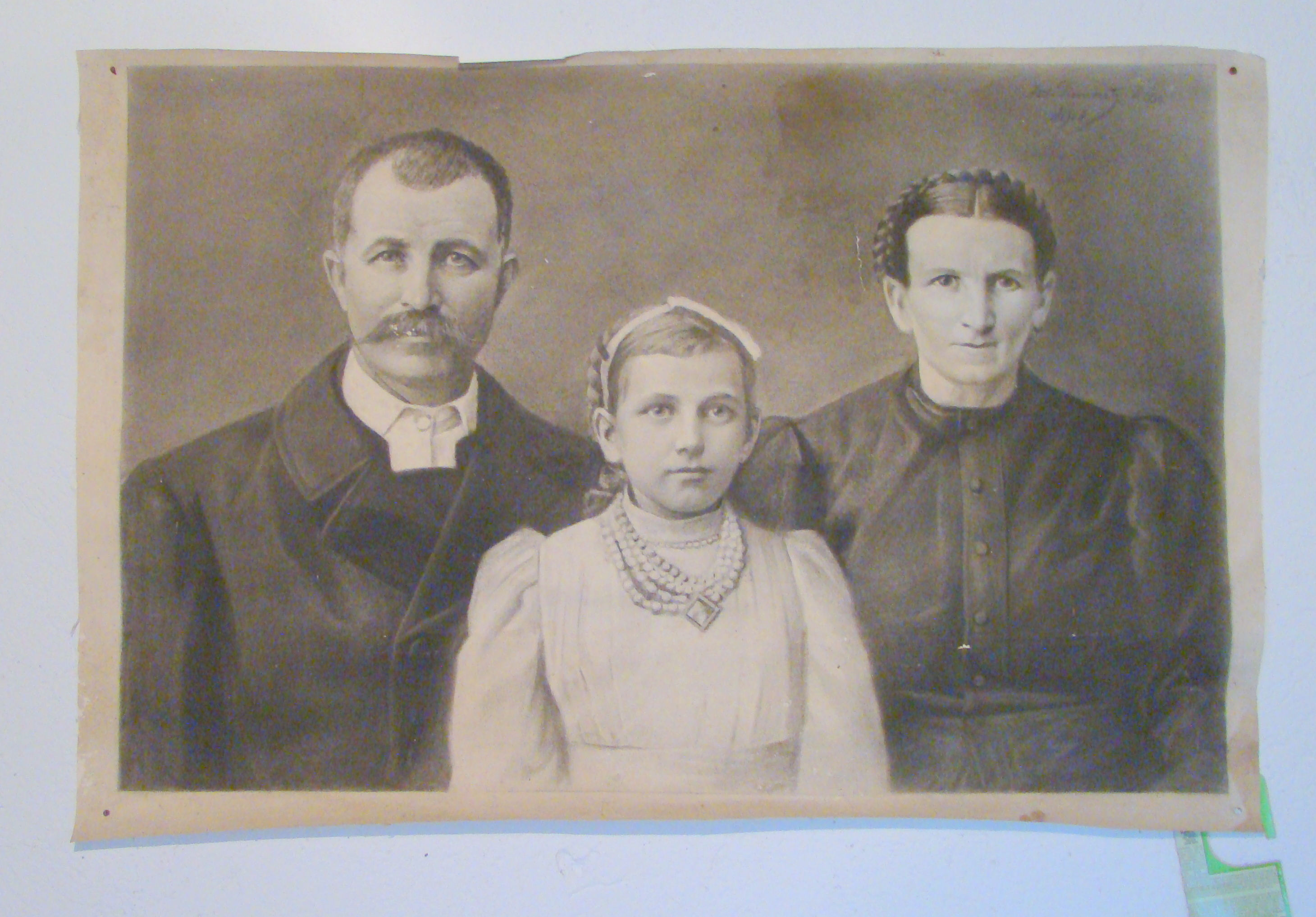
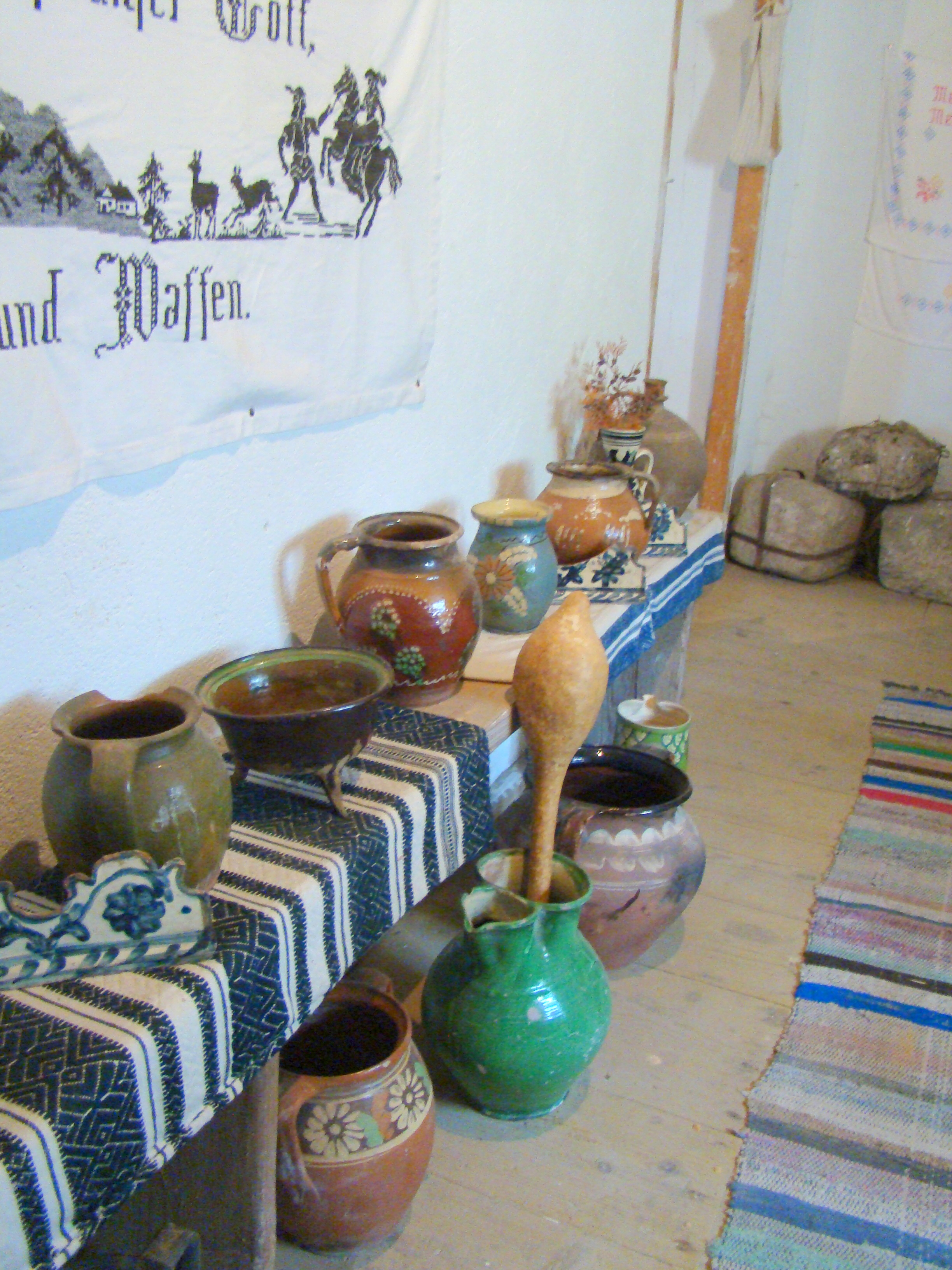
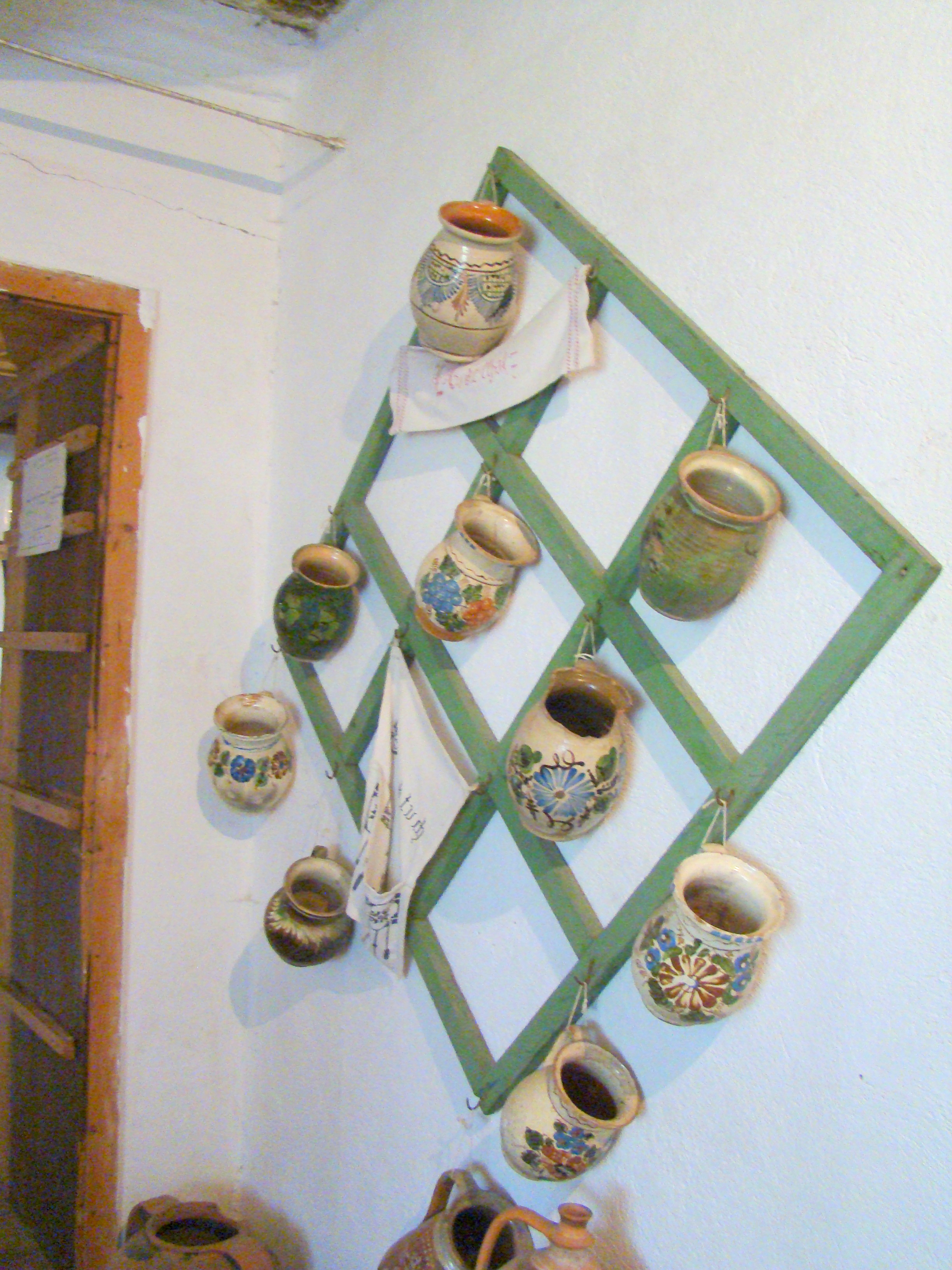
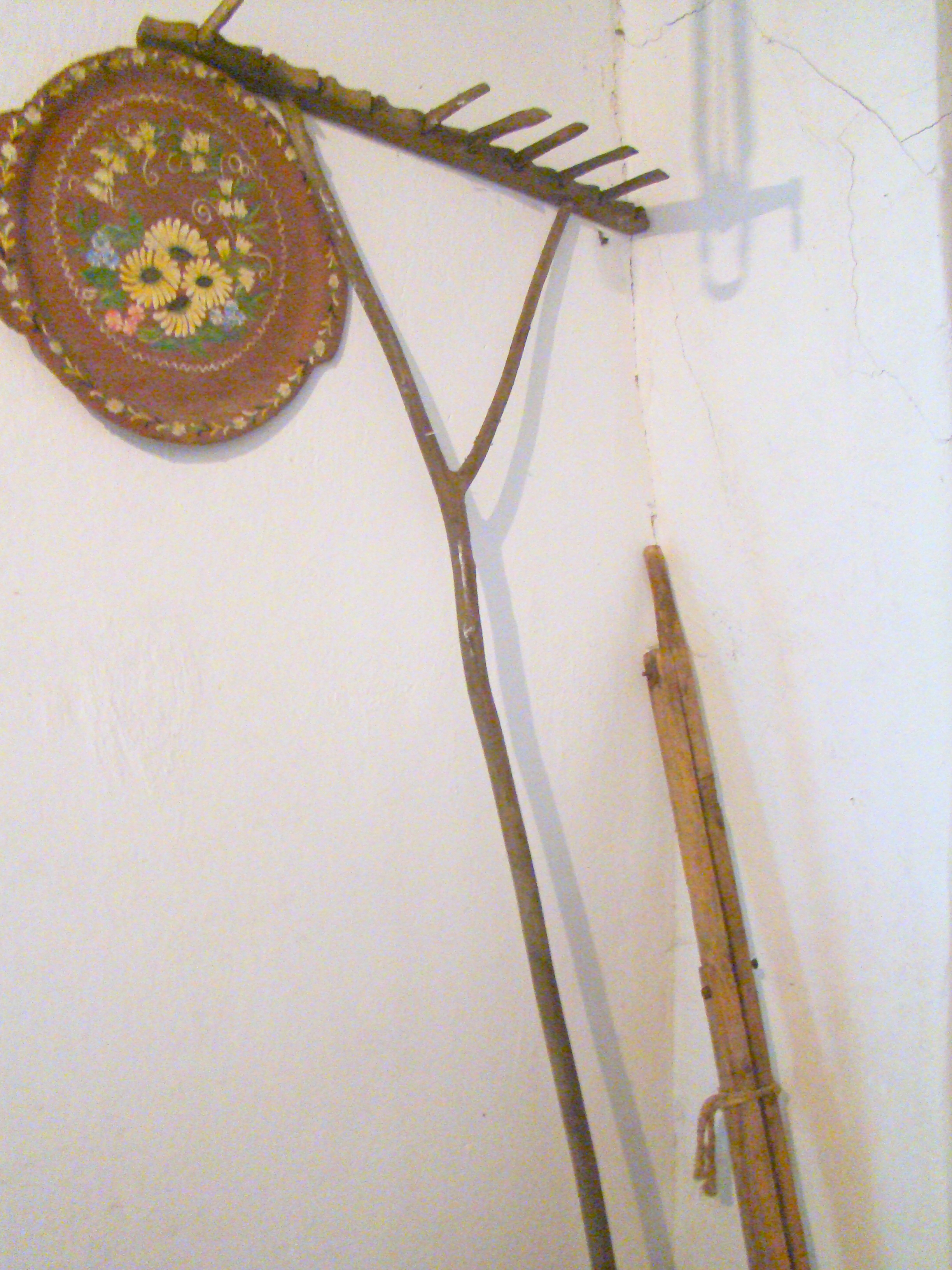
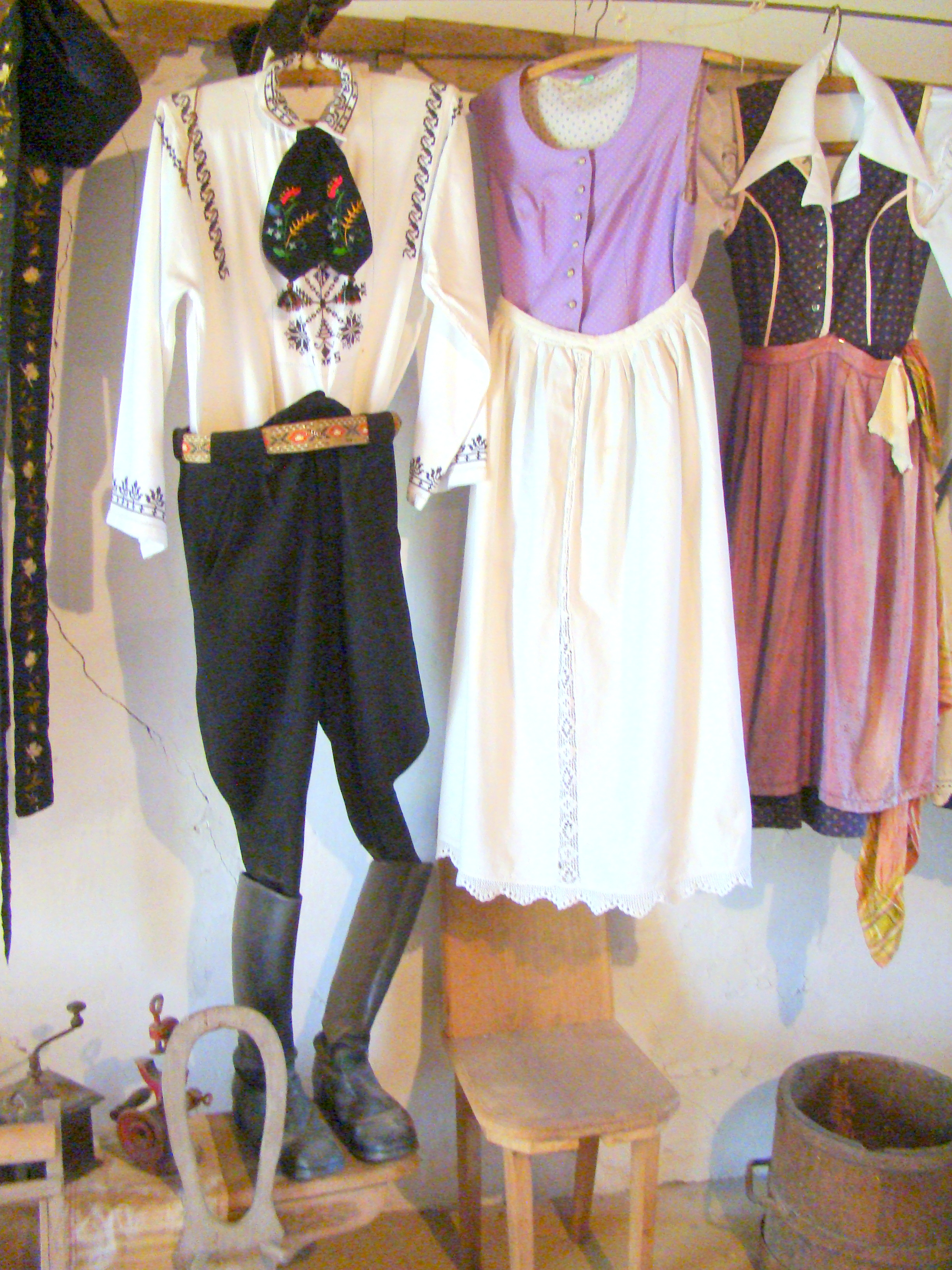

## Vezi și
- Ungra, Brașov